# Dragon Ball Super/Episodenliste
Diese Episodenliste enthält alle 131 Episoden der japanischen Animeserie Dragon Ball Super, sortiert nach der japanischen Erstausstrahlung, welche zwischen 2015 und 2018 erfolgte. In Deutschland wird die Serie auf ProSieben Maxx ausgestrahlt.

## Übersicht
| Saga               | Episodenanzahl | Erstausstrahlung Japan | Erstausstrahlung Japan | Deutschsprachige Erstausstrahlung | Deutschsprachige Erstausstrahlung |
| Saga               | Episodenanzahl | Sagapremiere           | Sagafinale             | Sagapremiere                      | Sagafinale                        |
| ------------------ | -------------- | ---------------------- | ---------------------- | --------------------------------- | --------------------------------- |
| Kampf der Götter   | 17             | 5. Juli 2015           | 1. November 2015       | 4. September 2017                 | 26. September 2017                |
| Goldener Freezer   | 10             | 8. November 2015       | 17. Januar 2016        | 27. September 2017                | 11. Oktober 2017                  |
| Universum 6        | 19             | 24. Januar 2016        | 5. Juni 2016           | 12. Oktober 2017                  | 8. November 2017                  |
| Zukunfts-Trunks    | 30             | 12. Juni 2016          | 29. Januar 2017        | 9. November 2017                  | 12. Juli 2019                     |
| Universums-Turnier | 55             | 5. Februar 2017        | 25. März 2018          | 15. Juli 2019                     | 27. September 2019                |

## Kampf-der-Götter-Saga
| Nr. (ges.) | Nr. (St.) | Deutscher Titel                                                                  | Originaltitel | Erstausstrahlung Japan | Deutschsprachige Erstausstrahlung (D) |
| --- | --------- | -------------------------------------------------------------------------------- | --- | ---------------------- | ------------------------------------- |
| 1 | 1         | Die Belohnung für den Frieden. Wer erhält die 100 Millionen Zeni?                | 平和の報酬 1億ゼニーは誰の手に!? (Heiwa no hōshū ichioku Zenī wa dare no te ni!?)                                  | 5. Juli 2015           | 4. Sep. 2017                          |
| Nachdem Son Goku Boo besiegt hat und wieder Frieden auf der Erde herrscht, arbeitet er widerwillig als Bauer. Chichi möchte, dass er Geld verdient, um seine Familie zu ernähren. Mister Satan erhält unterdessen einen mit 100 Millionen Zeni dotierten Welt-Friedens-Preis dafür, dass er vermeintlich die Welt gerettet hat. Diesen Preis reicht er aber prompt an Son Goku weiter, der daraufhin von seiner Frau die Erlaubnis erhält, seine Arbeit aufzugeben, und auf Meister Kaios Planeten zu trainieren. Son Goten verbringt den Tag mit Trunks, auf der Suche nach einem schönen Geschenk für seine frisch gebackene Schwägerin Videl. Unterdessen erwacht der Gott der Zerstörung Beerus nach einem Jahrzehntelangen Schlaf und versucht sich an eine Vision eines starken Gegners zu erinnern. |           |                                                                                  | |                        |                                       |
| 2 | 2         | Auf in den Ferienort! Vegeta macht einen Familienausflug?                        | 約束のリゾートへ! ベジータが家族旅行!? (Yakusoku no rizōto e! Bejīta ga kazoku ryokō!?)                            | 12. Juli 2015          | 5. Sep. 2017                          |
| Während Son Goku sein Training bei Meister Kaio beginnt, macht Vegeta einen Tagesausflug mit Bulma und Trunks. Damit löst er ein Versprechen an Trunks ein, das er diesem gegeben hat, nachdem es Trunks gelungen ist, beim Training einen Schlag gegen ihn zu landen. Schnell hat er jedoch genug von dieser „Zeitverschwendung“ und kehrt wieder zu seinem Training zurück. Nachdem Beerus einen Planeten einer primitiven Alien-Rasse zerstört hat, erinnert er sich an den Namen des mächtigen Gegners aus seinem Traum: dem „Super-Saiyajin-Gott“. |           |                                                                                  | |                        |                                       |
| 3 | 3         | Wie geht der Traum weiter? Finde den Super Saiyajin Gott!                        | 夢の続きはどこだ!? 超サイヤ人ゴッドを探せ! (Yume no tsuzuki wa doko da!? Sūpā Saiyajin goddo o sagase!)            | 19. Juli 2015          | 6. Sep. 2017                          |
| Von seinem Diener Whis erfährt Beerus von Son Goku, einer der letzten der Saiyajin und derjenige, der Freezer besiegt hat. Die beiden machen sich auf dem Weg zu Meister Kaios Planet, um von Son Goku näheres über den Super-Saiyajin-Gott zu erfahren. Meister Kaio bemerkt, dass Beerus auf dem Weg zu ihm ist, und macht sich Sorgen, dass sich Goku in Beerus Gegenwart nicht zu benehmen weiß, und versucht vergeblich, Goku dazu zu bewegen, seinen Planeten zu verlassen. Auf der Erde versammeln sich unterdessen Son Gokus Freunde und Familie auf einem Kreuzfahrtschiff, um Bulmas Geburtstag zu feiern. Nur Vegeta hat keine Lust, und trainiert lieber. |           |                                                                                  | |                        |                                       |
| 4 | 4         | Hol dir die Dragonballs! Pilaf und seine Bande haben einen Plan!                 | 目指せドラゴンボール! ピラフ一味の大作戦! (Mezase Doragon Bōru! Pirafu ichimi no dai-sakusen!)                     | 2. Aug. 2015           | 7. Sep. 2017                          |
| Auf Bulmas Geburtstagsfeier schleichen sich Trunks und Son Goten heimlich in den Lagerraum, um die Preise für das bevorstehende Bingo-Spiel zu bewundern. Neben extravaganten Preisen wie einem Flugzeug oder einem stattlichen Schloss ist der Hauptgewinn alle sieben Dragon Balls. Nicht weit entfernt befinden sich Prinz Pilaw und seine Gefolgsleute Mai und Shu völlig ausgehungert auf einer kleinen Insel, auf der Suche nach einem Schatz. Als Prinz Pilaws Dragon-Radar anspringt, versuchen die drei umgehend, das Schiff zu erreichen, was ihnen mit der Hilfe von Trunks und Son Goten schließlich auch gelingt. Dort lassen die drei sich nach einigen Zögern von den beiden mit reichlich Essen bewirten. |           |                                                                                  | |                        |                                       |
| 5 | 5         | Entscheidungskampf auf Meister Kaios Planet! Goku gegen Beerus!                  | 界王星の決戦! 悟空VS破壊神ビルス (Kaiō-sei no Kessen! Gokū VS Hakaishin Birusu)                                    | 9. Aug. 2015           | 8. Sep. 2017                          |
| Beerus und Whis sind auf Meister Kaios Planeten angekommen und befragen Son Goku über den Super-Saiyajin-Gott. Enttäuscht darüber, dass Son Goku nichts von diesem weiß wollen sie sich schon zur Erde aufmachen, um Vegeta – dem anderen letzten überlebenden Saiyajin – zu befragen. Son Goku, von Meister Kaio über Beerus Stärke informiert, bittet Beerus jedoch zuvor, sich mit ihm im Kampf zu messen. Schritt für Schritt geht Son Goku seine Super-Saiyajin-Transformationen durch, aber Beerus gelingt es mühelos, seinen Angriffen auszuweichen. Schließlich beendet Beerus den Kampf, indem er den dreifachen Super Saiyajin Son Goku mit zwei Schlägen außer Gefecht setzt. Dennoch erkennt er Son Goku als formidablen, wenn auch eines Gottes unwürdigen, Gegner an. |           |                                                                                  | |                        |                                       |
| 6 | 6         | Verärgere nicht den Gott der Zerstörung! Eine aufregende Geburtstagsparty!       | 破壊神を怒らせるな! ドキドキ誕生パーティー (Hakaishin o Okoraseru na! Doki-Doki Tanjō Pātī)                        | 16. Aug. 2015          | 11. Sep. 2017                         |
| Beerus trifft mit Whis auf Bulmas Geburtstagsparty ein, um dort Vegeta über den Super-Saiyajin-Gott zu befragen. Enttäuscht muss er feststellen, dass auch Vegeta nichts darüber zu wissen scheint. Bulma bemerkt die beiden, und lädt sie ein, auf der Party zu bleiben. Vegeta, der von Beerus’ Stärke weiß, erfährt von Meister Kaio, dass er selbst Son Goku mit Leichtigkeit besiegt hatte. Er versucht den Gott der Zerstörung bei Laune zu halten, damit dieser nicht aus einer Laune heraus die Erde vernichtet. Als Beerus Boo bittet, ihm etwas Pudding abzugeben, und Boo dies unverschämt ablehnt, erzürnt der Gott dann jedoch doch. Es kommt zu einem Kampf zwischen Beerus und Boo, den Beerus jedoch mühelos gewinnt. |           |                                                                                  | |                        |                                       |
| 7 | 7         | Finger weg von meiner Bulma! Führt Vegetas Zorn zur Transformation?              | よくもオレのブルマを! ベジータ怒りの突然変異!? (Yokumo Ore no Buruma o! Bejīta Ikari no Totsuzenhen’i!?)           | 23. Aug. 2015          | 12. Sep. 2017                         |
| Beerus, der furchtbar enttäuscht und wütend darüber ist, dass er den Super-Saiyajin-Gott nicht gefunden hat und ihm der Pudding verwehrt wurde, setzt an, die Erde zu zerstören, lässt sich aber dann von Whis überreden, noch zu warten, damit dieser noch etwas länger die delikaten Speisen auf Bulmas Geburtstagsfeier genießen kann. Gotenks, C 18, Tenshinhan, Piccolo und Son Gohan versuchen Beerus unschädlich zu machen, scheitern jedoch alle. Auch Vegeta erleidet zunächst eine erniedrigende Niederlage. Bulma wird das ganze schließlich zu bunt: Sie verpasst Beerus eine Ohrfeige, weil er ihren Geburtstag ruiniert hat. Als dieser zurückschlägt, brennen bei Vegeta die Sicherungen durch. Um seine Frau zu beschützen erwachen in ihm ungeahnte Kräfte. |           |                                                                                  | |                        |                                       |
| 8 | 8         | Goku trifft ein! Meister Beerus gewährt eine letzte Chance?                      | 悟空見参! ビルス様からのラストチャンス!? (Gokū Kenzan! Birusu-sama Kara no Last Chance!?)                          | 30. Aug. 2015          | 13. Sep. 2017                         |
| Obwohl Vegeta es in seiner Wut schafft, Beerus mehr entgegenzusetzen als Son Goku zuvor, verliert er. Durch diesen Kampf amüsiert will Beerus der Erde jedoch noch eine Chance geben – auch weil es schade um das gute Essen sei. Er fordert Oolong zu einer Partie Schere, Stein, Papier heraus, die über das Schicksal der Erde entscheiden soll. Da Oolong diese Partie verliert und Whis inzwischen mit dem Essen fertig ist, setzt Beerus ein weiteres Mal an, den Planeten zu zerstören. In letzter Sekunde erscheint dann aber Son Goku, der Beerus dazu bringt, erneut einen Aufschub zu gewähren. Er verspricht, herauszufinden was ein Super-Saiyajin-Gott ist, indem er Shenlong dazu befragen will. |           |                                                                                  | |                        |                                       |
| 9 | 9         | Danke fürs Warten, Beerus! Ein Super Saiyajin Gott wird geboren!                 | お待たせ、ビルス様 ついに超サイヤ人ゴッド誕生! (O matase, Birusu-sama - Tsuini Sūpā Saiyajin Goddo tanjō!)         | 6. Sep. 2015           | 14. Sep. 2017                         |
| Mit den sieben Dragon Balls, die sich bereits als Hauptgewinn für das für später geplante Bingospiel auf dem Kreuzfahrtschiff befinden, ruft Son Goku den Drachen Shenlong herbei. Von diesem erfahren sie, dass man einen Super-Saiyajin-Gott erschaffen kann, indem sich fünf Saiyajin reinen Herzens bei den Händen fassen, und „ihr Herz“ in einen weiteren Saiyajin ausschütten. Enttäuscht stellen sie fest, dass es mit Son Goku, Vegeta, Son Gohan, Son Goten und Trunks insgesamt nur noch fünf Saiyajin gibt. Dann verkündet jedoch Videl, dass sie schwanger ist, und daher einen weiteren Saiyajin in sich trägt. Dadurch kann das Ritual schließlich doch durchgeführt werden, und Goku verwandelt sich in einen Super-Saiyajin-Gott. |           |                                                                                  | |                        |                                       |
| 10 | 10        | Zeig sie uns, Goku! Die Kraft des Super Saiyajin Gottes!                         | 見せろ悟空! 超サイヤ人ゴッドの力!! (Misero Gokū! Sūpā Saiyajin Goddo no pawā!!)                                    | 13. Sep. 2015          | 15. Sep. 2017                         |
| Beerus und Goku wollen austesten, wie stark ein Super-Saiyajin-Gott ist, und kämpfen. Falls Goku gewinnt, will Beerus die Erde verschonen. Laut Beerus wird das aber ohnehin nicht passieren, da es in diesem Universum niemanden gebe, der stärker ist als er. Zunächst verläuft der Kampf auch sehr einseitig zugunsten Beerus’, aber nach und nach gelingt es Son Goku seine ungewohnten Kräfte zu kontrollieren. Nachdem es ihm gelungen ist, Beerus einige schmerzhafte Schläge zu verpassen verkündet der erfreut, dass er jetzt anfangen kann, richtig zu kämpfen. |           |                                                                                  | |                        |                                       |
| 11 | 11        | Er geht weiter! Der Kampf Gott gegen Gott!                                       | 続けようぜビルス様! 神と神の戦いを! (Tsuzukeyō ze Birusu-sama! Kami to kami no tatakai o!)                         | 20. Sep. 2015          | 18. Sep. 2017                         |
| Der Kampf zwischen Beerus und Son Goku verläuft nun ausgeglichener, aber Son Goku wird schnell klar, dass Beerus sich immer noch zurückhält. Der wartet darauf, dass Goku seine neuen Kräfte vollkommen unter Kontrolle bekommt, damit er gegen einen ebenbürtigen Gegner kämpfen kann. Des Wartens müde überwältigt Beerus Son Goku schließlich und transportiert ihn in den Weltraum. Von dort aus will er die Erde zerstören, aber Son Goku kann Beerus’ Attacke mit einem Kamehameha abfangen. Beerus greift daraufhin den erschöpften Son Goku an, der auf die Erde zurückfällt. Dort nimmt er sich aber nochmal zusammen und kehrt mit neuem Kampfesmut zu Beerus zurück. Der kündigt an, nun mit all seiner Kraft kämpfen zu wollen. |           |                                                                                  | |                        |                                       |
| 12 | 12        | Das Universum zerfällt in Stücke! Beim Kampf der Götter knallt es gewaltig!      | 宇宙が砕ける!? 激突! 破壊神ＶＳ超サイヤ人ゴッド! (Uchū ga kudakeru!? Gekitotsu! Hakaishin VS Sūpā Saiyajin Goddo!) | 27. Sep. 2015          | 19. Sep. 2017                         |
| Son Goku und Beerus kämpfen inzwischen auf einem so hohen Niveau, dass ihre abgegebene Energie droht, das Universum zu zerstören. Dabei geben sie sich gegenseitig keine Blöße und kämpfen absolut ebenbürtig. Die Kaioshins versuchen, die beiden telepathisch dazu zu bringen, den Kampf einzustellen, aber die beiden sind zu sehr in den Kampf vertieft, um auf sie zu hören. Nachdem sie jeweils besonders starke Attacken aufeinander abgefeuert haben, werden sie beide von einem großen Lichtblitz verschluckt, während die resultierende Schockwelle im ganzen Universum zu spüren ist, und teils verheerende Schäden anrichtet. |           |                                                                                  | |                        |                                       |
| 13 | 13        | Los, Goku! Übertriff den Super Saiyajin Gott!                                    | 悟空よ、超サイヤ人ゴッドを越えてゆけ! (Gokū yo, Sūpā Saiya-jin Goddo o koete yuke!)                                | 4. Okt. 2015           | 20. Sep. 2017                         |
| Nachdem ein enormer Lichtblitz von den beiden Kämpfenden ausgegangen ist, sind die Beobachter des Kampfes überrascht, diesen unbeschadet überstanden zu haben. Es stellt sich heraus, dass Beerus 100 % seiner Kraft eingesetzt hat, um die Druckwelle zu negieren. Er verkündet Son Goku, dass er nun wirklich mit voller Kraft kämpfen werde, auch wenn Son Goku eigentlich nur ein Sterblicher ist. Son Goku schafft es aber weiterhin, mit Beerus mithalten zu können. Als er aber dann seine Super-Saiyajin-Gott-Form verliert, und sich in einen normalen Super Saiyajin zurückverwandelt, sieht Beerus den Kampf schon gewonnen. Überrascht muss Beerus aber dann feststellen, dass Son Goku durch seine Rückverwandlung nicht an Stärke eingebüßt hat. |           |                                                                                  | |                        |                                       |
| 14 | 14        | Das hier ist meine gesamte Kraft! Der Kampf der Götter wird endlich entschieden! | これがオラのありたっけの力だ! 決着! 神と神 (Kore ga Ora no Aritakke no Chikara da! Ketchaku! Kami to Kami)         | 11. Okt. 2015          | 21. Sep. 2017                         |
| Son Goku kann Beerus auch ohne seine Super-Saiyajin-Gott-Kräfte weiterhin Paroli bieten, aber schließlich geht ihm die Puste aus, und er fällt erschöpft zur Erde zurück. Beerus will nun sein Versprechen einlösen, und die Erde zerstören, schläft jedoch scheinbar plötzlich vor Erschöpfung ein. Whis bedankt sich bei Son Goku, dass er Beerus amüsiert hat und meint, bis Beerus wieder aufwache habe er vergessen, dass er die Erde zerstören wollte. Vorsichtshalber sollten sie aber ausreichend Pudding bereithalten, falls Beerus und Whis wiederkämen. Dann verlässt Whis mit Beerus die Erde. Kurz darauf stellt sich jedoch heraus, dass Beerus sich nur schlafend gestellt hat, da er die Erde nicht wirklich zerstören wollte. |           |                                                                                  | |                        |                                       |
| 15 | 15        | Unser Held, Mr. Satan! Die Herausforderung aus dem Weltall!                      | 勇者サタンよ奇跡を起こせ! 宇宙からの挑戦状 (Yūsha Satan yo Kiseki o Okose! Uchū Kara no Chōsenjō)                  | 18. Okt. 2015          | 22. Sep. 2017                         |
| Son Goku will wieder bei Meister Kaio trainieren, aber Chichi erlaubt es ihm nicht. Er soll sich stattdessen wieder Arbeit suchen und Geld verdienen, da sie die 100 Millionen Zeni bereits ausgegeben hat. Mr. Satan gibt eine Pressekonferenz auf der er erklärt, dass die Erschütterungen und Beben der letzten Tage von seinem Kampf mit Beerus stammten, welchen er schließlich besiegt habe, indem er sich in einen Gott verwandelt habe. Da tauchen plötzlich Außerirdische mit einem katzenartigen Aussehen auf, und wollen Mr. Satan für seinen Sieg eine Medaille überreichen. Zuvor soll er aber beweisen, dass wirklich er Beerus besiegt hat, indem er gegen den stärksten der Außerirdischen kämpft. Nachdem seine Versuche, den Kampf zu vermeiden, erfolglos verlaufen, stellt er sich gezwungenermaßen dem Duell. Als die Außerirdischen dann aber Mr. Satans Hund erblicken, verlassen sie panisch die Erde, und Mr. Satan wird kampflos zum Sieger erklärt. |           |                                                                                  | |                        |                                       |
| 16 | 16        | Vegeta wird Schüler? Bezwinge Whis!                                              | ベジータが弟子入り!? ウイスを攻略せよ! (Bejīta ga Deshi’iri!? Uisu o Kōryakuse yo!)                                | 25. Okt. 2015          | 25. Sep. 2017                         |
| Son Goku arbeitet wieder als Bauer, trainiert jedoch heimlich. Auch Vegeta hat sein Training wieder aufgenommen. Er versucht, ohne Hilfe stärker als ein Super-Saiyajin-Gott zu werden. Bulma führt unterdessen Whis zum Essen aus, damit er sie und ihre Familie beschützt, sollte Beerus erneut die Erde zerstören wollen. Als Whis und Vegeta sich begegnen, meint Whis, dass Vegeta sogar stärker als Son Goku werden könne, wenn er lernt, sein Ki besser zu kontrollieren. Vegeta fleht Whis daraufhin an, ihn zu trainieren. Zuerst abgeneigt, lässt sich Whis doch erweichen, nachdem Vegeta ihm das „beste Essen auf dem Planeten Erde“ zu essen gibt: Instant Ramen. Er willigt ein, Vegeta zu trainieren, und nimmt ihn mit in seine und Beerus’ Heimatwelt. |           |                                                                                  | |                        |                                       |
| 17 | 17        | Pans Geburt! Goku macht eine Trainingsreise!                                     | パン誕生!そして悟空は修行の旅へ!? (Pan Tanjō! Soshite Gokū wa Shugyō no Tabi he!?)                                 | 1. Nov. 2015           | 26. Sep. 2017                         |
| Es ist ein Jahr vergangen, seit Vegeta die Erde verlassen hat, um mit Whis zu trainieren. Inzwischen hat Videl ihre Tochter Pan zur Welt gebracht. Chichi versucht, ihre Enkeltochter vom Kampfsport fernzuhalten, damit diese später einen anständigen Beruf ergreifen wird. Goku bemüht sich daher, seiner Enkeltochter ein gutes Vorbild zu sein und einer geregelten Arbeit nachzugehen. Doch als er erfährt, dass Vegeta bereits seit einem halben Jahr bei Whis trainiert, will er auch dorthin. Bei einem seiner Besuche bei Bulma willigt dann Whis auch sofort ein, Son Goku ebenfalls zu trainieren. Obwohl Chichi strikt dagegen ist, verlässt Son Goku kurz darauf mit Whis die Erde. Chichi findet sich schnell damit ab, und sieht ein, dass das nun mal Son Gokus Art ist. |           |                                                                                  | |                        |                                       |

## Goldener-Freezer-Saga
| Nr. (ges.) | Nr. (St.) | Deutscher Titel                                                             | Originaltitel | Erstausstrahlung Japan | Deutschsprachige Erstausstrahlung (D) |
| --- | --------- | --------------------------------------------------------------------------- | --- | ---------------------- | ------------------------------------- |
| 18 | 1         | Jetzt bin ich auch da! Das Training auf Beerus’ Planeten kann losgehen!     | オラも来たゾ! ビルス星で修行開始だ! (Ora mo Kita Zo! Birusu-sei de Shugyō Kaishi da!)                                      | 8. Nov. 2015           | 27. Sep. 2017                         |
| Son Goku beginnt, zusammen mit Vegeta unter Whis zu trainieren. Als Gegenleistung müssen die beiden jedoch jeden Tag anstrengende Hausarbeiten erledigen. Als Vegeta feststellt, dass Son Goku trotz Vegetas Vorsprung mit ihm problemlos mithalten kann, trainiert er heimlich weiter, während Son Goku schläft. Unterdessen hat Sorbet, Anführer von Freezers verbliebener Armee, Probleme, das Imperium aufrechtzuerhalten. Ohne Freezer schaffen sie es nicht, Rebellionen niederzuschlagen und verlieren nach und nach an Macht. Zudem ist ein mysteriöses Duo aufgetaucht, das eine verblüffende Ähnlichkeit mit Beerus und Whis aufweist und im Universum Planeten zerstört. |           |                                                                             | |                        |                                       |
| 19 | 2         | Erneute Verzweiflung! Die Auferstehung des bösen Imperators!                | 絶望ふたたび! 悪の帝王フリーザの復活 (Zetsubō Futatabi! Aku no Teiō Furīza no Fukkatsu!)                                   | 15. Nov. 2015          | 28. Sep. 2017                         |
| Sorbet beschließt, Freezer mit den Dragon Balls wiederzuerwecken, und begibt sich daher auf die Erde, da er nicht weiß, wo der neue Heimatplanet der Namekianer ist. Schnell spürt er die Dragon Balls auf, die gerade zufällig alle von Prinz Pilaw, Mai und Shu zusammengetragen worden sind, und nimmt sie den dreien ab. Zwei der drei Wünsche verbrauchen Mai und Shu, indem sie schnell nach Eiscreme und etwas Geld verlangen, aber dennoch erreicht Sorbet sein Ziel: Er bringt Freezer von den Toten zurück. |           |                                                                             | |                        |                                       |
| 20 | 3         | Eine Warnung von Jaco! Freezer und seine Soldaten rücken heran!             | ジャコからの警告! 迫り来るフリーザと1000人の兵士達 (Jako kara no Keikoku! Semari kuru Furīza to 1000 nin no Heishi Tachi!) | 22. Nov. 2015          | 29. Sep. 2017                         |
| Der frisch wiederbelebte Freezer will sich für seinen Tod rächen und die Erde zerstören. Vier Monate lang trainiert er zum ersten Mal in seinem Leben. Unterdessen machen Son Goku und Vegeta große Fortschritte beim Training mit Whis. Durch den Lärm erwacht Beerus aus seinem Schlaf. Kurz vor der Ankunft von Freezer und seiner 1000 Mann starken Armee auf der Erde, warnt der intergalaktische Polizist Jaco Bulma, von der er weiß, dass sie den Mann, der Freezer getötet hat, kennt. Bulma sorgt dafür, dass Freezer bereits von Piccolo, Son Gohan, Tenshinhan, Krillin und dem Herrn der Schildkröten erwartet wird. |           |                                                                             | |                        |                                       |
| 21 | 4         | Die Rache beginnt! Gohan wird von Freezers Armee überrascht!                | 復讐の始まり! フリーザ軍の悪意が悟飯を撃つ! (Fukushū no Hajimari! Furīza Gun no Akuiga Gohan o Utsu!)                      | 29. Nov. 2015          | 2. Okt. 2017                          |
| Freezers Armee ist zwar zahlenmäßig weit überlegen, hat aber dennoch keine Chance gegen die Verteidiger der Erde. Schließlich kündigt der Kämpfer Tagoma an, eigenhändig Son Gohan und seine Verbündeten zu vernichten, nachdem er Son Gohan eine ernstzunehmende Wunde zugefügt hat. Tagoma war Freezers Trainings-Partner während dessen vier Monate langem Training und rühmt sich damit, deutlich stärker als Kommandant Ginyu zu sein, Freezers ehemaliger stärkster Mann. Tatsächlich beobachtet Ginyu selbst das Geschehen auf dem Schlachtfeld, jedoch nach wie vor im Körper eines Frosches. Vegeta und Goku setzen unterdessen ahnungslos ihr Training fort. |           |                                                                             | |                        |                                       |
| 22 | 5         | Körpertausch! Ginyus unerwartete Auferstehung!                              | チェーンジ! まさかの復活! その名はギニュー!! (Chēnji! Masaka no Fukkatsu! Sono Na wa Ginyū!!)                              | 6. Dez. 2015           | 4. Okt. 2017                          |
| Tagoma dominiert im Kampf gegen die Z-Fighters zuerst, verliert aber dann gegen Gotenks in Super-Saiyajin-Form. Während Gotenks sich wieder in Son Goten und Trunks aufspaltet, ergreift Kommandant Ginyu von Tagomas Körper Besitz. Ginyu setzt Tagomas Kampf fort, und ist in Tagomas Körper noch stärker als Tagoma selbst. Erst in Super-Saiyajin-Form besiegt Gohan Kommandant Ginyu schließlich. Gegen Freezer, der daraufhin persönlich eingreift, kann Gohan aber nichts ausrichten, da er schon seit Jahren nicht mehr trainiert hat. Als Freezer Son Gohan einen tödlichen Schlag verpassen will, springt Piccolo dazwischen. |           |                                                                             | |                        |                                       |
| 23 | 6         | Die Erde... Gohan... Der sichere Tod... Goku, komm schnell!                 | 地球が!悟飯が!絶体絶命! 早く来てくれ孫悟空!! (Chikyū ga! Gohan ga! Zettaizetsumei! Haku kite kure Son Gokū!!)              | 13. Dez. 2015          | 5. Okt. 2017                          |
| Freezers Attacke tötet Piccolo. Son Gohan mobilisiert vor Wut seine letzten Kraftreserven. Schließlich erreicht Bulmas Nachricht Son Goku und Vegeta. Durch die massive Energie, die Gohan freisetzt, kann Goku trotz der großen Distanz sich und Vegeta zur Erde teleportieren. Gerade als Gohan vor Erschöpfung zusammenbricht, erreichen die beiden das Schlachtfeld. Vegeta tötet sogleich ohne Mühe Ginyu, und Goku macht sich bereit, gegen Freezer zu kämpfen, der den Kampf direkt in seiner vierten Transformations-Stufe beginnt. |           |                                                                             | |                        |                                       |
| 24 | 7         | Freezer und Goku stoßen aufeinander! Das ist das Ergebnis meines Trainings! | 激突!フリーザVS孫悟空 これがオラの修行の成果だ! (Gekitotsu! Furīza tai Son Gokū Kore ga Ora no shugyō no seikada!)         | 20. Dez. 2015          | 6. Okt. 2017                          |
| Der Kampf zwischen Goku und Freezer beginnt. Doch beide halten sich zurück, und werfen sich stattdessen Gemeinheiten an den Kopf. Freezer meint, nach seinem Sieg wolle er alle Dragon Balls zerstören, damit Piccolo und alle anderen die er noch umbringen wird, nicht wiederbelebt werden können. Schließlich geht Vegeta genervt dazwischen, da beide weniger reden, sondern besser kämpfen sollen. Goku transformiert sich daraufhin in die blaue Super-Saiyajin-Gott-Form, die er während des Kampfes mit Beerus kennengelernt und inzwischen ohne zusätzlich Hilfe gemeistert hat. |           |                                                                             | |                        |                                       |
| 25 | 8         | Kampf mit voller Kraft! Der Goldene Freezer will Rache!                     | 全開バトル! 復讐のゴールデンフリーザ (Zenkai Batoru! Fukushū no Gōruden Furīza)                                            | 27. Dez. 2015          | 9. Okt. 2017                          |
| Auch Freezer zieht gleich und transformiert sich in seine neue, goldene Form. In dieser Gestalt erweist sich Freezer als überlegen. Während des Kampfes erreichen auch Beerus und Whis die Erde, um den köstlichen Nachtisch einzufordern, den Bulma ihnen versprochen hatte, als sie Goku und Vegeta gerufen hatte. In den Kampf eingreifen will Beerus allerdings nicht. Unterwegs sind die beiden zuvor kurz auf Champa und Vados gestoßen, ihre Gegenstücke aus dem benachbarten sechsten Universum. |           |                                                                             | |                        |                                       |
| 26 | 9         | In größter Not sieht er seine Chance zum Sieg! Auf zum Gegenangriff, Goku!  | 大ピンチに勝機が見えた! 反撃開始だ孫悟空! (Dai Pinchi ni Shōki ga Mieta! Hangeki Kaishida Son Gokū!)                       | 10. Jan. 2016          | 10. Okt. 2017                         |
| Da Freezer den Kampf dominiert, versuchen Gohan und Krillin Vegeta zu überzeugen, gemeinsam mit Goku zu kämpfen. Dieser ist aber genau wie Goku zu stolz, um zu zweit gegen einen Gegner zu kämpfen. Er macht Goku immerhin auf die Schwäche von Freezers neuer Form aufmerksam: Sie benötigt zu viel Energie. Goku spielt also auf Zeit, bis Freezer schließlich vor Erschöpfung deutlich an Kraft verliert. Nun wendet sich das Blatt, und er befiehlt Freezer, die Erde zu verlassen, und verwandelt sich in seine Grundform zurück. In dieser wird er hinterrücks von Sorbet angeschossen und schwer verwundet. Als Freezer Son Goku den Gnadenstoß verpassen will, greift Vegeta endlich in den Kampf ein. |           |                                                                             | |                        |                                       |
| 27 | 10        | Die Erde explodiert! Die entscheidende Kamehameha!                          | 地球爆発!? 決着のかめはめ波 (Chikyū Bakuhatsu!? Ketchaku no Kamehameha)                                                    | 17. Jan. 2016          | 11. Okt. 2017                         |
| Während Krillin Son Goku mit einer Senzu-Bohne heilt, verwandelt sich Vegeta in einen blauhaarigen Super-Saiyajin-Gott. Im Gegensatz zu Goku hat er diese Form allein durch hartes Training erreicht. Der ohnehin schon geschwächte Freezer hat Vegeta nichts entgegenzusetzen und zerstört schließlich die Erde, um zu entkommen. Nur die Zuschauer des Kampfes um Whis überleben, da er ein Kraftfeld errichtet. Goku bedauert, Freezer nicht getötet zu haben, als er die Chance dazu hatte, woraufhin ihm Whis eine zweite Chance gibt, indem er von seiner Fähigkeit Gebrauch macht, die Zeit drei Minuten zurückzudrehen. Son Goku tötet so Freezer, bevor dieser die Erde zerstören kann. Nachdem noch Piccolo mit den Dragon-Balls wiederbelebt wurde, feiern alle den Sieg. Son Gohan beschließt, wieder mit dem Trainieren anzufangen, um nächstes Mal selbst seine Familie beschützen zu können. |           |                                                                             | |                        |                                       |

## Universum-6-Saga
| Nr. (ges.) | Nr. (St.) | Deutscher Titel                                                                    | Originaltitel | Erstausstrahlung Japan | Deutschsprachige Erstausstrahlung (D) |
| --- | --------- | ---------------------------------------------------------------------------------- | --- | ---------------------- | ------------------------------------- |
| 28 | 1         | Der Gott der Zerstörung des 6. Universums! Sein Name ist Champa!                   | 第6宇宙の破壊神 その名はシャンパ (Dai Roku Uchū no Hakaishin sono Na wa Shampa)                                              | 24. Jan. 2016          | 12. Okt. 2017                         |
| Son Goku und Vegeta trainieren wieder auf Beerus’ Heimatplanet, als plötzlich Beerus’ und Whis’ Zwillinge aus dem Nachbaruniversum, Champa und Vados, dort zu Besuch erscheinen. Beim gemeinsamen Essen ist Champa begeistert von den Instant Ramen, die ihm serviert werden. Als er feststellt, dass es diese in seinem Heimatuniversum nicht gibt, will er mit Beerus um die Erde und ihre leckeren Speisen kämpfen. Da ein direkter Kampf zwischen den beiden aber ihre jeweiligen Universen auslöschen könnte, schlägt er vor, jeweils fünf Repräsentanten des sechsten und siebten Universums gegeneinander antreten zu lassen. Falls Beerus’ Team gewinnt, verspricht Champa ihm sechs der sieben allmächtigen, planetengroßen „Super-Dragonballs“. |           |                                                                                    | |                        |                                       |
| 29 | 2         | Das Kampfkunstturnier ist beschlossen! Der Team-Captain ist stärker als Goku?      | 格闘試合開催決定! 主将は悟空よりも強いヤツ (Kakutō Shiai Kaisai Kettei! Shushō wa Gokū Yorimo Tsuyoi Yatsu)                  | 31. Jan. 2016          | 13. Okt. 2017                         |
| Die Regeln für das Turnier zwischen den beiden Universen sind an die des Tenkaichi Budokai angelehnt, wobei die Kämpfer zusätzlich einen einfachen Intelligenztest bestehen müssen, um hirnlose Monster auszuschließen. Während Champa und Vados den Veranstaltungsort vorbereiten und Kämpfer für ihr Team suchen, baut Bulma einen Radar, um den letzten Super-Dragonball, den Champa noch nicht gefunden hat, aufzuspüren. Sie bittet Jaco, ihr bei der Suche zu helfen, da er als Weltraumpolizist ein schnelles Raumschiff besitzt. Beerus erlaubt Vegeta und Goku, zwei weitere Kämpfer auszuwählen, die neben ihnen im Turnier antreten sollen. Das fünfte Team-Mitglied soll ein Kämpfer namens Monaka sein – laut Beerus der stärkste Kämpfer, gegen den er jemals gekämpft hat. |           |                                                                                    | |                        |                                       |
| 30 | 3         | Ein Rückblick bevor der Wettkampf beginnt! Wer sind die restlichen zwei Kämpfer?   | 「格闘試合」へのおさらい 残り二人のメンバーは誰だ!? („Kakutō Shiai“ e no Osarai – Nokori Futari no Membā wa Dareda!?)        | 7. Feb. 2016           | 16. Okt. 2017                         |
| Son Goku und Vegetas erste Wahl für die Mitglieder ihres Teams fällt auf Boo. Dieser willigt ein für einen Wunsch mit den Super-Dragonballs, den er wiederum an Mr. Satan weitergeben will. Das letzte Mitglied soll Piccolo sein, der gerade dabei ist Son Gohan wieder in Form zu bringen. Zwar will Gohan auch an dem Turnier teilnehmen, hat an dem Tag jedoch eine wichtige Konferenz. Nachdem das Team vollständig ist, begeben sich Goku und Vegeta in den Raum von Geist und Zeit, um sich vorzubereiten. |           |                                                                                    | |                        |                                       |
| 31 | 4         | Auf zu Meister Zuno! Fragt nach dem Verbleib der Super Dragon Balls!               | ズノー様のもとへ! 超ドラゴンボールのありかを聞き出せ! (Zunō-sama no Moto e! Sūpā Doragon Bōru no Arika o Kikidase!)          | 14. Feb. 2016          | 17. Okt. 2017                         |
| Die begrenzte Reichweite des Dragonball-Radars bereitet Bulma Schwierigkeiten, den letzten Super-Dragonball aufzuspüren. Um bei der Suche weiterzukommen, bringt Jaco sie zu dem allwissenden Zuno. Zunächst bekommen die beiden keinen Termin, aber dann erkennt Jaco in Zunos aktuellem Kunden einen gesuchten Verbrecher und verhaftet diesen. Durch den so freigewordenen Platz in der Warteliste können Jaco und Bulma also doch ihre Fragen stellen. So erfahren sie, dass es nicht wie gedacht jeweils im sechsten und im siebten Universum sieben Super-Dragonballs gibt, sondern nur in beiden insgesamt. Da sie ihre restlichen Fragen ungeschickt verbrauchen, erfahren sie aber letztlich nicht, wo sich der letzte Dragonball befindet. |           |                                                                                    | |                        |                                       |
| 32 | 5         | Der Wettkampf beginnt! Alle auf zum Planeten ohne Namen!                           | 試合開始だ! みんなで「名前の無い星」へ! (Shiaikaishi da! Minna de „Namae no Nai Hoshi“ e!)                                   | 21. Feb. 2016          | 18. Okt. 2017                         |
| Am Tag des großen Turniers bringt Whis die Repräsentanten des siebten Universums und ihre Familien und Freunde zum Planeten, auf dem das Turnier stattfinden wird. Son Goku freut sich, neue starke Kämpfer kennen zu lernen, angefangen bei seinem Team-Mitglied Monaka, der laut Beerus deutlich stärker als Son Goku sein soll, auch wenn er optisch nicht viel her macht. Unter den Kämpfern des sechsten Universums befinden sich unter anderem ein Saiyajin und jemand, der verblüffende Ähnlichkeit mit Freezer hat. Da Boo während des Intelligenztests eingeschlafen ist und sich somit nicht für das Turnier qualifizieren konnte, hat Son Gokus Team bereits zu Beginn des Turniers einen Mann weniger. Der erste Kampf soll nun zwischen Son Goku und dem bärenähnlichen Botamo stattfinden. |           |                                                                                    | |                        |                                       |
| 33 | 6         | Staune 6. Universum! Das ist Goku, der Super Saiyajin!                             | 驚け第6宇宙よ! これが超サイヤ人・孫悟空だ! (Odoroke Dai Roku Uchū yo! Kore ga Sūpā Saiyajin ・ Son Gokū da!)                 | 28. Feb. 2016          | 19. Okt. 2017                         |
| Son Gokus erster Kampf ist schnell vorbei. Zunächst hat er zwar Probleme gegen Botamo, da an dessen elastischem Körper alle Attacken abprallen, ohne dass er dabei Schaden nimmt. Son Goku schubst ihn dann aber letztlich einfach um und schleift ihn aus dem Ring. Sein zweiter Gegner ist Frost, Freezers Gegenstück aus dem sechsten Universum. Im Gegensatz zu Freezer scheint Frost aber eine nette Person zu sein. Nachdem sie sich gegenseitig etwas taxiert haben verwandelt sich Frost in seine finale Form und Son Goku sich in einen einfachen, goldhaarigen Super-Saiyajin. Frost ist Son Goku anfangs klar unterlegen, benutzt dann jedoch eine mysteriöse Geheimtechnik durch die Son Goku plötzlich einen Schwindelanfall bekommt und leicht aus dem Ring befördert werden kann. |           |                                                                                    | |                        |                                       |
| 34 | 7         | Piccolo gegen Frost! Lege alles in die Höllenspirale!                              | ピッコロVSフロスト – 魔貫光殺砲にすべてをかけろ! (Pikkoro VS Furosuto – Makankōsappō ni Subete o Kakero!)                    | 6. März 2016           | 20. Okt. 2017                         |
| Nachdem Son Goku verloren hat, tritt Piccolo gegen Frost an. Genau wie Son Goku vor ihm kann auch Piccolo gut mit Frost mithalten und schafft es schnell, Frost so zu positionieren, dass sein Sieg durch eine seiner Spezial-Attacken so gut wie sicher sein sollte. Dann benutzt Frost jedoch auch an Piccolo seine Spezialtechnik und besiegt ihn dadurch. Jaco bemerkt dabei jedoch, dass es sich bei Frosts geheimer Attacke tatsächlich um eine versteckte Nadel handelt, mit der er seine Gegner vergiftet. Da Waffen verboten sind, wird Frost disqualifiziert und Piccolo zum Sieger erklärt. Auf Vegetas Bitten hin gibt Piccolo dann jedoch auf und Frosts Disqualifikation wird rückgängig gemacht, da Vegeta Frost in einem Kampf selbst besiegen will. |           |                                                                                    | |                        |                                       |
| 35 | 8         | Wandle den Zorn in Kraft um! Vegeta kämpft mit Volldampf!                          | 怒りを力に変えろ! ベジータの全開バトル (Ikari o Chikara ni Kaero! Bejīta no Zenkai Batoru)                                   | 20. März 2016          | 23. Okt. 2017                         |
| Obwohl Frost vor dem Kampf gegen Vegeta noch große Reden schwingt, kann Vegeta ihn mühelos innerhalb von Sekunden besiegen. Nach dem Kampf wird beschlossen, dass Son Goku nach Vegeta noch einmal antreten darf, da er regelwidrig besiegt worden war. Für den nächsten Kampf, Vegeta gegen den Metall-Mann Magetta, errichtet Champa eine Barriere um den Ring und erklärt, dass man auch als aus dem Ring geworfen zählt, wenn man diese Barriere berührt. Magetta stellt sich als sehr stark und widerstandsfähig heraus, ist aber deutlich langsamer als Vegeta. Allerdings strahlt er sehr viel Hitze ab, die sich in der Barriere anstaut und den Ring erhitzt, was Vegeta nach und nach Probleme bereitet. |           |                                                                                    | |                        |                                       |
| 36 | 9         | Ein Kampf, härter als gedacht! Vegetas Riesenexplosion des Zorns!                  | まさかの大苦戦! ベジータ怒りの大爆発! (Masaka no Dai Kusen! Bejīta Ikari no Dai Bakuhatsu!)                                  | 27. März 2016          | 24. Okt. 2017                         |
| Durch Magettas feurigem Lava-Atem wird der Sauerstoff in der Barriere schneller verbraucht, als er nachfließen kann, wodurch Vegeta langsam die Luft ausgeht. Nachdem der erschöpfte Vegeta nur um Haaresbreite einem Ring-aus entgeht, setzt er wütend so viel Energie frei, dass die Barriere um den Ring zerschmettert wird und er wieder frei atmen kann. Anschließend benutzt er seine Spezialattacke Final Flash wodurch er Teile des Rings zerstört und Magetta an den Rand desselben drängt. Von dort befördert er Magetta aus dem Ring und gewinnt, auch da der sensible Magetta durch eine Beleidigung Vegetas aus dem Gleichgewicht geworfen wurde. Der nächste Kämpfer für das sechste Universum wird der Saiyajin Cabba sein. |           |                                                                                    | |                        |                                       |
| 37 | 10        | Vergiss nie deinen Saiyajin-Stolz! Vegeta gegen den Saiyajin aus dem 6. Universum! | サイヤ人の誇りを忘れるな! ベジータVS第6宇宙のサイヤ人 (Saiyajin no Hokori o Wasureruna! Bejīta VS Dai-Roku Uchū no Saiyajin) | 3. Apr. 2016           | 25. Okt. 2017                         |
| In ihrer Grundform sind Vegeta und Cabba praktisch gleich stark. Um ernsthaft kämpfen zu können fordert Vegeta Cabba daher auf, sich in einen Super-Saiyajin zu verwandeln. Dieser gesteht, dass er nicht wisse wie das gehe und bittet Vegeta, es ihm beizubringen. Der wird daraufhin scheinbar wütend, verwandelt sich in einen Super-Saiyajin, prügelt gnadenlos auf Cabba ein und provoziert ihn, bis der wütend wird, und sich in einen Super-Saiyajin verwandelt. Nachdem er sich wieder beruhigt hat, wird ihm klar, dass Vegeta ihn nur provoziert hat, um ihm die Transformation beizubringen. Mit der Aufforderung, ihn in Zukunft zu übertrumpfen, besiegt Vegeta Cabba in seiner blauhaarigen Form mit einem Schlag. Somit verbleibt dem sechsten Universum nur noch ein Kämpfer – der Attentäter Hit. |           |                                                                                    | |                        |                                       |
| 38 | 11        | Der stärkste Kämpfer des 6. Universums! Die Audienz beim Auftragskiller Hit!       | 第6宇宙最強の戦士! 殺し屋ヒット見参!! (Dai-Roku Uchū Saikyō no Senshi! Koroshi ya Hitto Kenzan!!)                            | 10. Apr. 2016          | 26. Okt. 2017                         |
| Hit ist Vegeta klar überlegen. Obwohl dieser in seiner stärksten, blauhaarigen Form kämpft, kann er bei Hits Geschwindigkeit nicht mithalten und wird schließlich besiegt, ohne auch nur einen einzigen Treffer gelandet zu haben. Da Jaco mit seinen guten Augen bemerkt hat, dass Hit vor seinen Angriffen immer für einen Augenblick verschwindet, kann sich das Team des 7. Universums darauf zusammenreimen, dass Hit die Fähigkeit besitzen muss, die Zeit für 0,1 s anhalten zu können. Son Goku nutzt dieses Wissen und kann Hits Attacken blocken, indem er voraussieht, wo Hit in 0,1 s sein wird. Nachdem es ihm gelungen ist, bei Hit sogar einen Treffer zu landen, machen sich beide Kämpfer bereit, nun ernsthaft zu kämpfen. |           |                                                                                    | |                        |                                       |
| 39 | 12        | Ein Gegenangriff auf den Zeitsprung? Goku zeigt seine neue Technik!                | 成長した“時とばし”の反撃!? 出るか!?悟空の新たな技! (Seichōshita "Toki Tobashi" no Hangeki!? Deru ka!? Gokū no Aratana Waza!) | 17. Apr. 2016          | 27. Okt. 2017                         |
| Son Goku verwandelt sich in seine blauhaarige Form und ist so Hit überlegen, da er dessen Bewegungen während die Zeit angehalten ist nach wie vor vorhersagen kann. Hit, der zuvor noch nie trainieren oder sich anderweitig verbessern hat müssen, schafft es dann jedoch, die Zeit nach und nach immer länger anhalten zu können, weswegen Son Goku nicht mehr schnell genug auf seine Angriffe reagieren kann. Kurz davor besiegt zu werden, benutzt Son Goku schließlich eine unfertige Geheimtechnik, die er eigentlich gegen Beerus verwenden wollte: Eine zehnfache Kaioken während er ein blauhaariger Super-Saiyajin ist. Dies ist eine große Belastung für seinen Körper, macht ihn aber auch unermesslich stark und schnell, sodass Hit erneut nicht mehr mit ihm mithalten kann. |           |                                                                                    | |                        |                                       |
| 40 | 13        | Die Entscheidung naht! Wer wird siegen, Beerus oder Champa?                        | ついに決着! 勝者はビルス?それともシャンパ? (Tsuini Ketchaku! Shōsha wa Birusu? Soretomo Shanpa?)                             | 24. Apr. 2016          | 30. Okt. 2017                         |
| Son Goku bekommt mehr und mehr zu spüren, dass die Kaioken eine große Belastung für seinen Körper ist und er wahrscheinlich nicht gewinnen kann. Als ihm zudem klar wird, dass Hits Kampfstil auf Techniken basiert, die den Gegner töten sollen, und er sich daher in diesem Turnier zurückhalten muss, gibt Son Goku freiwillig den Kampf auf. Als letzter Kämpfer des siebten Universums muss nun Monaka antreten, der laut Beerus stärker als Son Goku sein soll. Tatsächlich war das jedoch eine Lüge, um Vegeta und Son Goku anzuspornen, in Wahrheit ist Monaka ein eher schwacher Kämpfer. Um sich bei Son Goku dafür zu revanchieren, dass er im Kampf gegen ihn stärker geworden ist, und um Champa eins auszuwischen, lässt sich Hit jedoch von Monaka besiegen. Somit ist Beerus und das siebte Universum Sieger des Turniers. Champa ist außer sich vor Wut und drauf und dran, seine Kämpfer alle zu töten, als plötzlich der König von Allem erscheint. |           |                                                                                    | |                        |                                       |
| 41 | 14        | Erscheine, Gott der Drachen! Und erfülle meinen Wunsch-Punsch!                     | 出でよ神の龍 そして願いを叶えてちょんまげ! (Ide Deyo Kami no Ryū – Soshite Negai o Kanaete Chonmage!)                        | 1. Mai 2016            | 31. Okt. 2017                         |
| Zeno, der König von Allem verkündet, ihm habe das Turnier gefallen und kündigt an, bald ein Turnier zwischen allen zwölf Universen zu veranstalten. Da Champa seine Kämpfer für dieses Turnier noch einmal benötigen wird, tötet er sie doch nicht. Bulma stellt mit ihrem Dragon-Radar fest, dass der verlassene Planet, auf dem das Turnier stattgefunden hat, tatsächlich der letzte fehlende Super-Dragonball ist – mit etwas verschmutzter Oberfläche. Da sie nun alle sieben Dragonballs haben, kann Whis den Drachen herbeirufen und Beerus in der Sprache der Götter seinen Wunsch aussprechen. Er behauptet später, er hätte sich ein bequemeres Bett gewünscht, tatsächlich hat er aber die Menschheit des sechsten Universums wiederbelebt, sodass Champa nun auch das leckere irdische Essen genießen kann. |           |                                                                                    | |                        |                                       |
| 42 | 15        | Tumult bei der Siegesfeier! Kommt es nun zum Kampf zwischen Goku und Monaka?       | 波乱の祝勝会! 遂に対決!?モナカVS孫悟空 (Haran no Shukushō Kai! Tsuini Taiketsu!? Monaka VS Son Gokū)                         | 8. Mai 2016            | 2. Nov. 2017                          |
| Um das gewonnene Turnier zu feiern, veranstaltet Bulma eine Siegesfeier. Zu Beginn der Feier wird den Anwesenden klar, dass Monaka in Wahrheit sehr schwach ist, als Trunks ihn versehentlich anrempelt und ihm dabei große Schmerzen zufügt. Um die Lüge zumindest für Son Goku, der verspätet zu der Party erschienen ist, aufrechtzuerhalten und ihn weiter zu motivieren, versuchen alle Partygäste einen Kampf zwischen Monaka und Son Goku zu verhindern, der schon lange darauf wartet, dessen große Kräfte zu testen. Schließlich tun sie aber so, als könne sich Monaka wie die Saiyajin verwandeln, und so seine Kraft erhöhen, und stecken Beerus in ein Kostüm, in dem er als Monaka gegen Son Goku kämpft. Bevor Son Goku hinter die Scharade kommt bricht Whis den Kampf ab. |           |                                                                                    | |                        |                                       |
| 43 | 16        | Gokus Ki ist außer Kontrolle! Auf Pan aufzupassen ist harte Arbeit!                | 悟空の「気」が制御不能!? パンのお世話で四苦八苦 (Gokū no „Ki“ ga Seigyo Funō!? Pan no Osewa de Shikuhakku)                   | 15. Mai 2016           | 3. Nov. 2017                          |
| Son Goku bemerkt, dass er plötzlich sein Ki nicht mehr richtig kontrollieren kann, und so z. B. beim Fliegen Bruchlandungen hinlegt und mit seiner Momentanen Teleportation zu unerwarteten Orten reist. Von Meister Kaio erfährt er dann, dass das Spätfolgen seines Kampfes mit Hit sind. Durch die zehnfache Kaioken hat er sich überanstrengt und soll sich nun ein paar Tage ausruhen und erholen. In dieser Zeit will er nun auf seine Enkelin Pan aufpassen. Die wird jedoch prompt durch ein Versehen von Pilaw, Mai und Shu entführt. Nach einem kurzen Abenteuer mit den dreien kehrt Pan jedoch wieder unbeschadet nach Hause zurück. |           |                                                                                    | |                        |                                       |
| 44 | 17        | Das Siegel des Planeten Potaufeu! Das Geheimnis des übermenschlichen Wassers!      | ポトフ星の封印 解き放たれた“超人水”の秘密! (Potofu Sei no Fūin Toki Hanatareta “Chōjin Sui” no Himitsu!)                     | 22. Mai 2016           | 6. Nov. 2017                          |
| Trunks und Son Goten sperren sich versehentlich im Laderaum von Monakas Raumschiff ein, während dieser bei Bulma ein Paket abliefert. Der bemerkt das erst auf dem Planeten Potaufeu, wo er seine nächste Lieferung zu tätigen hat. Die Drei treffen dort auf eine Verbrecherbande, die gerade dabei ist, Monakas Kunden sein „Übermenschlichen Wasser“ zu stehlen, welches große Kräfte verleihen soll. Trotz Son Gotens und Trunks Einschreiten gelangt die Bande schließlich an das Wasser. In der Zwischenzeit kommen Vegeta und Jaco ebenfalls auf Potaufeu an, um Son Goten und Trunks abzuholen. Vegeta besiegt den Großteil der Bande, der sich darauf in eine lila Flüssigkeit auflöst, von der Vegeta kurzzeitig umhüllt wird. Vegeta bricht kraftlos zusammen, während die Flüssigkeit Vegetas Gestalt annimmt. |           |                                                                                    | |                        |                                       |
| 45 | 18        | Vegeta verblasst! Der Schrecken des duplizierten Vegetas!                          | ベジータが消える!? 複製ベジータの脅威! (Bejīta ga Kieru!? Fukusei Bejīta no Kyōi!)                                           | 29. Mai 2016           | 7. Nov. 2017                          |
| Vegeta und co. erfahren, was es mit dem Übermenschlichen Wasser wirklich auf sich hat: Ursprünglich eine Waffe zur Verteidigung des Planeten hat es die Fähigkeit, Angreifer exakt zu kopieren und diesen dabei all ihre Fähigkeiten und Kräfte zu rauben. Da es aber auch die Bosheit der Angreifer mit absorbierte und sich gegen seine Erschaffer wandte, musste es versiegelt werden. Leuten, denen vom Wasser ihre Kräfte geraubt wurden, lösen sich nach wenigen Minuten in Nichts auf. Son Goten und Trunks versuchen die Vegeta-Kopie zu besiegen, um dem Original das Leben zu retten, haben aber selbst als dreifacher Super-Saiyajin Gotenks keine Chance. In der Zwischenzeit hat aber auch Son Goku von dem Kampf erfahren und teleportiert sich nach Potaufeu, wo er sich der Vegeta-Kopie entgegenstellt. |           |                                                                                    | |                        |                                       |
| 46 | 19        | Goku gegen Vegetas Kopie! Wer wird gewinnen?                                       | 悟空VS複製ベジータ! 勝つのはどっちだ!? (Gokū VS Fukusei Bejīta! Katsu no wa Dotchida!?)                                      | 5. Juni 2016           | 8. Nov. 2017                          |
| Son Goku kämpft gegen die Vegeta-Kopie, die aus dem Übermenschlichen Wasser entstanden ist. Der echte Vegeta muss seiner Kräfte beraubt dabei tatenlos zusehen und ist hin- und hergerissen, wen er als Gewinner sehen will. Ein Sieg der Kopie würde zwar seinen Tod bedeuten, andererseits will er nicht, dass Son Goku stärker ist als er. Trunks und Son Goten versuchen unterdessen, den Kern des Übermenschlichen Wassers zu zerstören, mit dem alle Teile des Übermenschlichen Wassers verbunden sind, um Trunks’ Vater zu retten. Letztlich ist es Monaka, dem es zufällig gelingt, den Kern zu zerstören. Die Kopie wird dadurch bewegungsunfähig gemacht, wodurch Son Goku sie leicht töten kann. |           |                                                                                    | |                        |                                       |

## Zukunfts-Trunks-Saga
| Nr. (ges.) | Nr. (St.) | Deutscher Titel                                                                    | Originaltitel | Erstausstrahlung Japan | Deutschsprachige Erstausstrahlung (D) |
| --- | --------- | ---------------------------------------------------------------------------------- | --- | ---------------------- | ------------------------------------- |
| 47 | 1         | SOS aus der Zukunft! Ein neuer, dunkler Feind erscheint!                           | 未来からのSOS! 黒き新たな敵現る!! (Mirai kara no SOS! Kuroki Aratana Teki Arawaru!!)                                  | 12. Juni 2016          | 9. Nov. 2017                          |
| Vegeta und Son Goku nehmen ihr Training bei Whis und Beerus wieder auf, um sich auf das von Zeno angekündigte Turnier zwischen all den zwölf Universen vorzubereiten. 17 Jahre in der Zukunft, in der Zeitlinie des Trunks’, der in die Zeit zurück gereist war, um gegen die Cyborgs und Cell zu kämpfen, steht die Welt wieder vor der Zerstörung. Trunks sieht sich einem mächtigen Gegner namens Black gegenüber, dem er nicht gewachsen ist. Erneut will er in die Vergangenheit reisen, um sich von all den Kämpfern, die in seiner Zeit bereits gestorben sind, helfen zu lassen. Seiner Mutter Bulma gelingt es, gerade genug Treibstoff für eine Reise in die Vergangenheit herzustellen, bevor sie von Black getötet wird. Als Trunks dann die Reise mit seiner Partnerin Mai antreten will, greift Black erneut an. |           |                                                                                    | |                        |                                       |
| 48 | 2         | Es gibt wieder Hoffnung! Öffne deine Augen im Jetzt, Trunks!                       | HOPE!! 再び現在で目覚めよトランクス (HOPE!! Futatabi Ima de Mezame yo Torankusu)                                      | 19. Juni 2016          | 10. Nov. 2017                         |
| Trunks versucht Black zu töten, kann jedoch nichts gegen ihn ausrichten und schafft es schließlich gerade so, sich schwer verletzt mit seiner Zeitmaschine von der Zukunft in die Gegenwart zu retten. Die leblose Mai muss er zurücklassen. Die Zeitmaschine landet vor dem Capsule-Corporation-Gebäude, wo sie sofort von dem jungen Trunks und der Pilaw-Truppe entdeckt wird, die sich mit Trunks angefreundet haben und jetzt dort wohnen. Während Bulma Vegeta und Son Goku herbeiruft, spekulieren die vier, wer der mysteriöse Bewusstlose sein könnte. Als der Trunks aus der Zukunft endlich im Beisein von Vegeta, Son Goku und auch Beerus und Whis, die interessehalber mitgekommen sind, aufwacht, geht er sofort wutentbrannt auf Son Goku los. |           |                                                                                    | |                        |                                       |
| 49 | 3         | Eine Nachricht aus der Zukunft! Goku Black greift an!                              | 未来からのメッセージゴクウブラック襲来! (Mirai kara no Messēji – Gokū Burakku Shūrai!)                                | 26. Juni 2016          | 13. Nov. 2017                         |
| Trunks berichtet von dem mächtigen Gegner Black, vor dem er aus der Zukunft geflohen ist. Dieser nennt sich selbst Son Goku und sieht Son Goku auch zum Verwechseln ähnlich. Trunks bittet Vegeta und Son Goku, ihn in die Zukunft zu begleiten, um Black, bzw. Goku Black, zu töten, da dieser dabei ist, die gesamte Menschheit auszulöschen. Zuvor muss Bulma jedoch erst die Funktionsweise der Zeitmaschine verstehen, um Treibstoff für eine weitere Reise herstellen zu können. In der Zwischenzeit testet Son Goku Trunks Stärke und stellt fest, dass dieser sich inzwischen in einen zweifachen Super Saiyajin verwandeln kann. In der Zukunft reagiert der Ring an Blacks Hand auf die Stelle, von der Trunks’ Zeitmaschine gestartet ist, und reißt dort einen Riss in Raum und Zeit. |           |                                                                                    | |                        |                                       |
| 50 | 4         | Goku gegen Black! Der Weg zur verschlossenen Zukunft!                              | 悟空VSブラック! 閉ざされた未来への道 (Gokū VS Burakku! Tozasareta Mirai e no Michi)                                   | 3. Juli 2016           | 14. Nov. 2017                         |
| Black taucht in der Gegenwart auf und wird umgehend von Son Goku in einen Kampf verwickelt. Bevor die beiden jedoch ernsthaft gegeneinander kämpfen können, wird Black durch den Riss wieder in die Zukunft gezogen. Jedoch nicht ohne zuvor noch Trunks’ Zeitmaschine zu zerstören. Bulma kramt jedoch prompt die alte Zeitmaschine hervor, in der damals Cell angekommen war, wodurch der Weg in die Zukunft erneut offensteht. Whis erklärt, dass er an Blacks Hand einen „Zeitring“ gesehen hat, der Black wohl selbstständig durch die von Trunks’ Zeitmaschine geschlagene Verwerfung in der Raumzeit gezogen hat. Als sich der Riss wieder schloss, wurde Black wieder in seine eigene Zeit gedrängt. Weiter erklärt Whis noch, dass Zeitringe eigentlich nur von Kaioshin getragen werden. |           |                                                                                    | |                        |                                       |
| 51 | 5         | Liebe, die die Zeit überwindet! Trunks und Mai!                                    | 時をこえた想い – トランクスとマイ (Toki o Koeta Omoi – Torankusu to Mai)                                              | 10. Juli 2016          | 15. Nov. 2017                         |
| Bulma beginnt, Cells Zeitmaschine zu reparieren, damit Trunks, Vegeta und Son Goku in die Zukunft reisen können, um Black zu besiegen. Son Goku will in der Zwischenzeit trainieren, findet aber keinen passenden Ort und auch keinen Trainingspartner. Der Trunks aus der Zukunft bemerkt freudig die junge Mai, und erzählt ihr von ihrem zukünftigen Ich, das eine zentrale Rolle im Kampf gegen Black gespielt hat. Beerus bittet Whis, Nachforschungen zu Black anzustellen, da dieser ihm irgendwie bekannt vorgekommen ist, und ihm die Tatsache, dass Black einen Zeitring besitzt, komisch vorkommt. |           |                                                                                    | |                        |                                       |
| 52 | 6         | Wiedersehen von Lehrer und Schüler! Gohan und Trunks aus der Zukunft!              | 師弟再会 – 孫悟飯と"未来"トランクス (Shitei Saikai – Son Gohan to "Mirai" Torankusu)                                  | 17. Juli 2016          | 16. Nov. 2017                         |
| Die Pilaw-Truppe unterstützt Bulma bei den Reparaturen der Zeitmaschine, die gut vorangehen. Trunks ist eifersüchtig auf sein Ich, das aus der Zukunft gekommen ist. Er gibt sich Mühe, genauso cool zu sein wie dieser, und versucht bei Mai Eindruck zu schinden. Die hat aber nur Augen für den älteren der beiden. Der Trunks aus der Zukunft verbringt den Tag mit Son Gohan – der in seiner Zeitlinie sein Lehrmeister war – und dessen Familie. Trunks ist überrascht wie anders Son Gohan in dieser Zeitebene ist, freut sich aber, dass dieser ein glückliches Familienleben führt. Beerus und Whis machen sich zusammen mit Son Goku auf den Weg in das zehnte Universum, um einer Spur über Blacks Identität nachzugehen. |           |                                                                                    | |                        |                                       |
| 53 | 7         | Enthülle Blacks wahre Identität! Auf zur Welt der Kaioshin des zehnten Universums! | ブラックの正体を暴け! いざ第10宇宙の界王神界へ! (Burakku no Shōtai o Abake! Iza Dai 10 Uchū no Kaiōshin Kai e!)       | 31. Juli 2016          | 11. Juni 2019                         |
| Beerus, Whis und Son Goku treffen im zehnten Universum ein, und inspizieren den Kaio Zamasu, der sich in der Ausbildung zum Kaioshin befindet. Sie stellen fest, dass Zamasus Ki sehr ähnlich zu dem von Black ist. Dies wird insbesondere bei einem Trainingskampf zwischen Zamasu und Son Goku klar, zu dem die Drei Zamasu mit Hilfe seines Ausbilders überreden können. Zamasu hat zuvor seine Abneigung gegen Sterbliche ausgedrückt, und infrage gestellt hat, ob Sterbliche es überhaupt Wert wären, von den Kaioshin beschützt zu werden, wo sie doch ständig böse Taten ausführen. Sein Ausbilder wollte ihm daher durch Son Gokus Stärke das Potential und den Wert der Sterblichen demonstrieren, erreicht jedoch damit eher das Gegenteil. |           |                                                                                    | |                        |                                       |
| 54 | 8         | Der das Blut der Saiyajin in seinen Adern trägt! Trunks Entschluss!                | サイヤ人の血をひく者 トランクスの決意 (Saiyajin no Chi o Hikumono – Torankusu no Ketsui)                              | 7. Aug. 2016           | 12. Juni 2019                         |
| Son Goku und Co. berichten von ihrer Reise ins zehnte Universum, und ihrer Meinung, dass Zamasu und Black wohl verschiedene Personen seien. Trunks kommt zu der Erkenntnis, dass Vegeta und Son Goku beide mehr als stark genug sind, um Black zu besiegen, weswegen er selbst nicht mehr stärker werden müsse. Vegeta bringt ihn jedoch dazu, seine Meinung wieder zu ändern. Im zehnten Universum beobachten Zamasu und sein Ausbilder einen Planeten, auf dem sich gerade intelligentes Leben gebildet hat, das jedoch überaus gewalttätig ist. Sie reisen mit einem Zeitring 1000 Jahre in die Zukunft, um deren Entwicklung zu verfolgen, müssen aber feststellen, dass sich die Zivilisation kein Stück weiterentwickelt hat. Zeno kontaktiert unterdessen Beerus, um sich mit Goku zu treffen. |           |                                                                                    | |                        |                                       |
| 55 | 9         | Ich will Goku treffen, ne! Eine Audienz bei König Zeno!                            | 孫悟空に会いたいのね 全王様からのよびだし! (Son Gokū ni Aitai no Ne – Zenō-sama Kara no Yobidashi!)                   | 21. Aug. 2016          | 13. Juni 2019                         |
| Zusammen mit Whis und dem Kaioshin des siebten Universums begibt sich Son Goku wie verlangt zu Zeno. Der will sich mit Goku anfreunden, und Zeit mit ihm verbringen, da er dessen natürliche, furchtlose Art mit ihm umzugehen erfrischend findet. Son Goku vertröstet Zeno auf später, da er zunächst Black besiegen muss. Für danach lädt er Zeno aber gleich auf die Erde ein und verspricht, ihm einen noch besseren Freund vorzustellen. Bevor er auf die Erde zurückkehrt, erhält er von Zeno einen Knopf, mit dem er Zeno jederzeit sofort herbeirufen kann. Im zehnten Universum tötet Zamasu einen bösartigen Sterblichen und distanziert sich zunehmend von den Lehren der Kaioshin. Bulma hat die Zeitmaschine repariert, weswegen Trunks, Vegeta und Son Goku in die Zukunft aufbrechen können. |           |                                                                                    | |                        |                                       |
| 56 | 10        | Rückkampf mit Goku Black! Auftritt des Super Saiyajin Rose!                        | 再戦ゴクウブラック! 超サイヤ人ロゼ登場!! (Saisen Gokū Burakku! Sūpā-Saiyajin-Roze Tōjō!!)                             | 28. Aug. 2016          | 14. Juni 2019                         |
| In der Zukunft treffen Son Goku, Vegeta und Trunks auf die Widerstandskämpfer, die gegen Black vorgehen. Die bringen sie zu ihrem geheimen Hauptquartier, wo die drei feststellen, dass Mai noch am Leben ist. Die drei machen Black auf sich aufmerksam, der prompt erscheint, um sie zu bekämpfen. Als erster kämpft Vegeta gegen Black, den er in seiner blauhaarigen Form stark dominiert, bis Black ebenfalls transformiert: In den rosahaarigen Super-Saiyajin-Rosé, als der er Vegeta mit Leichtigkeit besiegt. Auch Son Goku kann er überwältigen. Als Black aber Son Goku mit dem Kamehameha töten will, taucht überraschend Zamasu auf, und stoppt ihn. Er verkündet, dass er selbst Son Goku töten wolle. |           |                                                                                    | |                        |                                       |
| 57 | 11        | Der Gott im unsterblichen Körper! Zamasu steigt herab!                             | 不死身の体を持つ神 ザマス降臨 (Fujimi no Karada o Motsu Kami – Zamasu Kōrin)                                          | 4. Sep. 2016           | 17. Juni 2019                         |
| Trunks und Son Goku kämpfen in der Zukunft gegen Zamasu und Black, können aber nichts gegen die beiden ausrichten. Insbesondere Zamasu kann nicht verwundet werden; er behauptet, unsterblich zu sein. Bevor die beiden Goku und Trunks töten, sorgt Vegeta mit letzter Kraft für eine Ablenkung, sodass Mai und die Rebellen die drei schwer Verwundeten retten können. Mai setzt die drei in die Zeitmaschine und schickt sie in die Gegenwart zurück. Sie selbst bleibt mit den Rebellen zurück. In der Gegenwart erfährt Zamasu von den Super-Dragonballs und macht sich auf, diese zu finden. |           |                                                                                    | |                        |                                       |
| 58 | 12        | Zamasu und Black! Das Rätsel wird immer größer!                                    | ザマスとブラック 深まる二人の謎 (Zamasu to Burakku – Fukamaru Futari no Nazo)                                         | 11. Sep. 2016          | 18. Juni 2019                         |
| Zamasu sucht den allwissenden Zuno auf, um den Standort der Super-Dragonballs zu erfahren. Während Vegeta, Son Goku und Trunks sich von ihrem Kampf in der Zukunft erholen, erscheinen Beerus und Whis zusammen mit dem Kaioshin des siebten Universums, und berichtet ihnen von Zamasus Besuch bei Zuno. Als Trunks und Co. ihre Erlebnisse in der Zukunft geschildert haben, spekuliert Whis, dass Zamasu wohl die Super-Dragonballs benutzt hat, um Unsterblichkeit zu erlangen, und um einen Kampfgefährten zu erschaffen, der es mit Son Goku aufnehmen kann – Black. Da sie jetzt wissen, dass Zamasu in der Zukunft böse werden wird, oder es bereits ist, machen sich Son Goku, Beerus, Whis und der Kaioshin ins zehnte Universum auf, um Zamasus Lehrmeister zu warnen. |           |                                                                                    | |                        |                                       |
| 59 | 13        | Beschütze den Kaioshin Gowasu! Und zerstöre Zamasu!                                | 界王神ゴワスを守れ ザマスを破壊せよ! (Kaiōshin Gowasu o Mamore – Zamasu o Hakaiseyo!)                                 | 25. Sep. 2016          | 19. Juni 2019                         |
| Im zehnten Universum angekommen, spüren Beerus und Whis sofort, dass Zamasu vorhat, seinen Meister Gowasu zu töten. Um absolut sicher zu sein, legen sich die vier auf die Lauer und beobachten, wie Zamasu tatsächlich den Mord ausführt. Anschließend dreht Whis die Zeit zurück, um Gowasu zu retten. Sie konfrontieren Zamasu, der seinen Plan offenbart: Er wollte mit Gowasus Zeitring die Abkühlzeiten der Super-Dragonballs umgehen, und diese benutzen, um letztlich alle Sterblichen zu vernichten. Er will so Frieden in das Universum bringen. Nach dem Geständnis tötet ihn Beerus jedoch kurzerhand. Zurück im siebten Universum versichert Beerus Trunks, dass der Zamasu in dessen Zukunft nun ebenfalls tot sei, ebenso wie Black, da Beerus’ Taten als Gott auf alle Zeitlinien Einfluss hätten. |           |                                                                                    | |                        |                                       |
| 60 | 14        | Es geht wieder in die Zukunft! Blacks wahre Identität kommt ans Licht!             | 再び未来へ 明かされるゴクウブラックの正体!! (Futatabi Mirai e – Akasareru Gokū Burakku no Shōtai!!)                   | 2. Okt. 2016           | 20. Juni 2019                         |
| Son Goku, Vegeta und auch Bulma begleiten Trunks wieder zurück in seine Zukunft, da sie nicht so recht glauben können, dass sich diese verändert hat, nachdem Beerus Zamasu in der Gegenwart getötet hat. Auch wenn Beerus weiterhin darauf beharrt. Dort angekommen ist tatsächlich alles immer noch genauso wie sie es bei ihrer letzten Zeitreise zurückgelassen haben. Schnell treffen sie auch wieder auf Zamasu und Black. Als Son Goku Black vor dem Kampf als billige Kopie von ihm bezeichnet, erklärt Black, dass er keine Kopie ist. Tatsächlich ist Black eigentlich Zamasu, der mit den Super-Dragonballs den Körper mit Son Goku getauscht hat, und Son Goku dann getötet hat. |           |                                                                                    | |                        |                                       |
| 61 | 15        | Zamasus Plan! Der Schrecken einer Welt ohne Menschen!                              | ザマスの野望 語られる恐怖の⎡人間０計画⎦ (Zamasu no Yabou – Katarareru Kyōfu no „Ningen Zero Keikaku“)                 | 9. Okt. 2016           | 21. Juni 2019                         |
| Black erklärt, dass er der Zamasu ist, der gegen Son Goku im Zweikampf verloren hat. Er hat seinen Meister getötet, um dessen Zeitring zu stehlen, und hat dann mit den Super-Dragonballs mit Son Goku Körper getauscht. Anschließend ist er mit dem Zeitring in Trunks’ Zeitlinie gereist, da Beerus in dieser nicht mehr am Leben ist, und ihn somit niemand mehr aufhalten kann. Da er einen Zeitring trägt, macht es ihm auch nichts aus, dass Beerus ihn in einer anderen Vergangenheit getötet hat. Weiter hat Black sich mit dem Zamasu aus Trunks’ Zeitlinie zusammengetan, der sich mit den Super-Dragonballs Unsterblichkeit gewünscht hat, bevor er diese dann zerstört hat. Anschließend haben die beiden begonnen, alle Sterblichen zu töten, um eine „perfekte Welt“ zu erschaffen. Im Kampf gegen die beiden wird Son Goku schwer verwundet, und auch Vegeta und Trunks sind klar unterlegen. Dann schafft es Trunks jedoch, vor Wut ungeahnte Kräfte zu mobilisieren. |           |                                                                                    | |                        |                                       |
| 62 | 16        | Die Welt beschütze ich! Trunks’ gewaltige Wutexplosion                             | 世界はオレが守る! トランクス怒りの数超パワー炸裂!! (Sekai wa Ore ga Mamoru! Torankusu Ikari no Sūpā Pawā Sakuretsu!!) | 16. Okt. 2016          | 24. Juni 2019                         |
| Trunks schafft es, Zamasu und Black einigermaßen in Schach zu halten, sodass Bulma, Vegeta und Son Goku in die Vergangenheit zurückkehren können. Dort sollen sie sich eine Strategie überlegen, wie man Zamasu und Black besiegen könnte. In ihrer eigenen Zeit zurück, stoßen auch Krillin, Piccolo, Chi Chi, Son Gohan, Son Goten und der junge Trunks zu den Dreien, und überlegen ebenfalls. Schließlich hat Piccolo den Einfall, den unsterblichen Zamasu mit dem Mafuba zu versiegeln. Son Goku macht sich sogleich zum Herrn der Schildkröten auf, um diese Kampftechnik zu erlernen. Beerus und Whis reisen unterdessen wieder in das zehnte Universum zu Zamasus altem Meister, wo sie beratschlagen, was mit dem Zamasu in der Zukunft zu tun ist. |           |                                                                                    | |                        |                                       |
| 63 | 17        | Die Stärke eines wahren Saiyajin! Vegetas heldenhafter Kampf!                      | サイヤ人の細胞を汚すな! ベジータの壮絶バトル開演!! (Saiyajin no Saibō o Kegasuna! Bejīta no Sōzetsu Batoru Kaien!!)   | 23. Okt. 2016          | 25. Juni 2019                         |
| Nachdem Son Goku das Mafuba gemeistert hat, und Vegeta von seinem Training im Raum von Geist und Zeit zurück ist, kehren die beiden zusammen mit Bulma in die Zukunft zurück. Dort haben Zamasu und Black gerade Trunks geschlagen. Sofort nach ihrer Ankunft zerstört Black die Zeitmaschine, sodass Goku und Vegeta sich nicht erneut zurückziehen können. Das wäre aber ohnehin nicht nötig gewesen, da sowohl Vegeta in seinem Kampf gegen Black, als auch Son Goku in seinem Kampf gegen Zamasu stark dominieren. Bulma versucht unterdessen, die Zeitmaschine wieder zu reparieren, und der Kaioshin des siebten Universums kommt mit Gowasu in der Zukunft an, um den Kampf zu verfolgen. |           |                                                                                    | |                        |                                       |
| 64 | 18        | Lobet und preiset ihn! Die Urknallgeburt des fusionierten Zamasu!                  | 崇めよ! 讃えよ! 合体ザマス爆誕!! (Agameyo! Tataeyo! Gattai Zamasu Bakutan!!)                                          | 30. Okt. 2016          | 26. Juni 2019                         |
| Black erkennt, dass man durch Wut seine Kraft extrem steigern kann, und erlernt die Fähigkeit, Duplikate von sich selbst zu erzeugen. Mit diesen hält er Goku und Vegeta in Schach, während Zamasu sich aufmacht, Bulma, Mai und Trunks zu töten. Zwar kann Trunks Zamasu mit dem Mafuba in einer Urne versiegeln, doch dieser befreit sich recht schnell. Erschüttert von diesen ungeahnten Kräften der Sterblichen benutzen Zamasu und Black ihre Potara-Ohrringe, um zu einem noch stärkeren Kämpfer zu fusionieren. |           |                                                                                    | |                        |                                       |
| 65 | 19        | Das jüngste Gericht! Die ultimative Kraft des Super-Gottes!                        | 最後の審判か!? 絶対神の究極の力 (Saigo no Shinpan ka!? Zettaishin no Kyūkyoku no Pawā)                                | 6. Nov. 2016           | 27. Juni 2019                         |
| Der fusionierte Zamasu ist nun sowohl unsterblich, als auch im Besitz grenzenloser Macht. Dennoch gelingt es Son Goku, Vegeta und Trunks irgendwie, ihm mit vereinten Kräften Paroli zu bieten, während Bulma, Mai und die übrigen überlebenden Menschen versuchen, vor ihm zu fliehen. Mehrmals gelingt es ihnen, Zamasus Attacken mit stärkeren Attacken ihrerseits abzublocken, und auf diesen zurückzuschleudern, was aber letztlich keinen Effekt hat, außer diesen wütend zu machen. |           |                                                                                    | |                        |                                       |
| 66 | 20        | Der Entscheidungskampf! Die wunderbare Kraft der Unbeugsamen!                      | 決戦! あきらめない戦士たちの奇跡の力 (Kessen! Akiramenai Senshitachi no Kiseki no Pawā)                               | 13. Nov. 2016          | 28. Juni 2019                         |
| Zamasu bemerkt, dass eine Hälfte seines Körpers nicht unsterblich ist, da auch Black vor der Fusion mit dem unsterblichen Zamasu einen sterblichen Körper hatte. Da seine Emotionen während des Kampfes mehr und mehr aus dem Gleichgewicht geraten, geschieht dasselbe auch mit seinem Körper, der zunehmend missgestaltet wird. Vegeta und Son Goku wollen ihm nun den Rest geben, und benutzen die Potara-Ohrringe des Kaioshin um sich zu Vegetto zu fusionieren. Der schafft es, Zamasu stark zu schwächen, aber bevor er ihn töten kann trennt sich die Fusion wieder, da eine Potara-Fusion zwischen sterblichen nicht von Dauer ist. Trunks setzt den Kampf anstelle der beiden fort, und schafft es schließlich – mithilfe der Energie aller sterblichen, die ihr Vertrauen in ihn setzen – Zamasu in zwei Teile zu zerhacken. |           |                                                                                    | |                        |                                       |
| 67 | 21        | Mit neuer Hoffnung im Herzen: Lebe wohl, Trunks!                                   | 新たなHOPE!!を胸にさらばトランクス (Aratana HOPE!! o Mune ni Saraba Torankusu)                                        | 20. Nov. 2016          | 1. Juli 2019                          |
| Zamasu verwandelt sich in ein körperloses Wesen, das die gesamte Erde einhüllt und alles Leben darauf zerstört. Nur Vegeta, Son Goku, Trunks, Bulma, Mai und die beiden Kaioshins leben noch. Son Goku erinnert sich an den Knopf, den er von Zeno erhalten hat, und benutzt diesen, um Zeno herbeizurufen. Der fackelt nicht lange und löscht Zamasu aus, mitsamt allem anderen in dieser alternativen Zukunft. Son Goku und Co. schaffen es jedoch, zuvor mit der Zeitmaschine in ihre eigene Zeit zurückzukehren. Trunks und Mai wiederum benutzen schließlich die Zeitmaschine, um in ihre eigene Welt zurückzukehren, zu einem Zeitpunkt, an dem Zamasu und Zeno diese noch nicht zerstört haben. Beerus und Whis begleiten sie, um sicherzugehen, dass eine neue alternative Zeitlinie entsteht, in der die beiden in Frieden leben können, indem sie Zamasu und Black schnell besiegen, bevor sie sich fusionieren können.                                                     |           |                                                                                    | |                        |                                       |
| 68 | 22        | Erscheine, Shenlong! Wessen Wunsch wird erfüllt?                                   | いでよ神龍! 叶える願いは誰のもの!? (Ideyo Shenron! Kanaeru Negai wa Dare no Mono!?)                                   | 27. Nov. 2016          | 2. Juli 2019                          |
| Son Goku beschließt, endlich Meister Kaio wiederzubeleben, für dessen Tod er vor Jahren verantwortlich war. Als er die sieben Dragonballs jedoch alle beisammen und Shenlong beschworen hat, tauchen C 18, der Herr der Schildkröten, Oolong, Pilaw, Trunks, Son Goten, Son Gohan und Bulma auf, die sich ebenfalls etwas von Shenlong wünschen wollen. Als erster Wunsch wird Son Gohans erkrankte Tochter Pan geheilt, doch durch das lange hin und her diskutieren, welcher Wunsch nun erfüllt werden soll, verschwindet Shenlong schließlich, ohne einen zweiten Wunsch erfüllt zu haben, wodurch Meister Kaio auch weiterhin tot bleibt. Beerus bemerkt, dass Bulma versucht, wie ihr zukünftiges Selbst eine Zeitmaschine zu bauen; Da Zeitreisen streng verboten ist zerstört er die halb fertige Maschine kurzerhand. |           |                                                                                    | |                        |                                       |
| 69 | 23        | Goku gegen Arale! Zerstört ihr verrückter Kampf die Erde?                          | 悟空VSアラレ! ハチャメチャバトルで地球が終わる!? (Gokū VS Arare! Hachamecha Batoru de Chikyū ga Owaru!?)              | 4. Dez. 2016           | 3. Juli 2019                          |
| Bulma, Vegeta und Trunks sind bei einer Preisverleihung, bei der herausragende Erfindungen geehrt werden, da Bulma für den Preis nominiert ist. Der Gewinner ist dann aber Dr. Slump, der eine Maschine erfunden hat, die Dinge aus dem Nichts erzeugen kann, wenn man sie sich stark wünscht. Der Geist von Dr. Mashirito, Dr. Slumps Erzfeind, gefällt das gar nicht, und verursacht deswegen auf der Preisverleihung Chaos, indem er dem von Dr. Slump gebauten Robotermädchen Arale ein Mittel gibt, das sie um ein vielfaches aufgedrehter macht, als sie es ohnehin schon ist. Vegeta und Son Goku bemühen sich, Arale unter Kontrolle zu bringen, was sich allerdings als sehr schwierig erweist, da Arale als Gag-Manga-Figur deutlich stärker als die beiden ist. |           |                                                                                    | |                        |                                       |
| 70 | 24        | Eine Herausforderung von Champa! Dieses Mal messen wir uns beim Baseball!          | シャンパからの挑戦状! 今度は野球で勝負だ!! (Shanpa kara no Chōsenjō! Kondo wa Yakyū de Shōbu da!!)                    | 11. Dez. 2016          | 4. Juli 2019                          |
| Champa schlägt Beerus vor, gegeneinander Baseball zu spielen. Für Beerus spielen Son Goku, Son Gohan, Trunks, Krillin, Piccolo und Yamchu; An Champas Seite sind Vegeta, Son Goten, Cabba, Magetta und Botamo. Da eigentlich nur Yamchu wirklich weiß, wie man Baseball spielt, werden ständig unbeabsichtigt Regeln verletzt und das Spielfeld zerstört. Letztlich kann Yamchu aber das Spiel mit letzter Kraft für Beerus’ Team entscheiden. |           |                                                                                    | |                        |                                       |
| 71 | 25        | Goku stirbt! Der Mordauftrag mit Erfolgsgarantie!                                  | 悟空死す! 絶対執行の暗殺依頼 (Gokū Shisu! Zettai Shikkō no Ansatsuirai)                                               | 18. Dez. 2016          | 5. Juli 2019                          |
| Son Goku benimmt sich merkwürdig; Er ist angespannt und versucht ständig, jemandes Energie aufzuspüren. Als Son Gohan und Son Goten ihn schließlich darauf ansprechen, erklärt er, dass Hit ihm nach dem Leben trachte. Als es dann zur Konfrontation zwischen den beiden kommt, wird schnell offenbar, dass Hit seit ihrem letzten Kampf nochmal um einiges stärker geworden ist. Mit einer mysteriösen Spezial-Attacke gelingt es ihm ohne große Mühe, Son Goku tatsächlich zu töten. |           |                                                                                    | |                        |                                       |
| 72 | 26        | Kommt es zum Gegenangriff? Die unsichtbare Todestechnik!                           | 反撃なるか!? 見えない殺しの技!! (Hangeki Naruka!? Mienai Koroshi no Waza!!)                                           | 25. Dez. 2016          | 8. Juli 2019                          |
| Kurz vor seinem Tod hat Son Goku einen Energiestrahl senkrecht nach oben geschossen. Als dieser zurück zur Erde fällt, und genau die Brust des toten Son Gokus trifft, wird dieser durch den Aufprall reanimiert. Der Kampf zwischen Son Goku und Hit wird umgehend fortgesetzt, verläuft diesmal aber wesentlich ausgeglichener, da Son Goku nach und nach Hits geheime Spezialattacken durchschaut. Schließlich endet der Kampf in einem Unentschieden. Es stellt sich zudem heraus, dass es tatsächlich Son Goku selbst war, der den Assassinen Hit angeheuert hat, ihn zu töten, da er gegen Hit bei voller Stärke kämpfen wollte. |           |                                                                                    | |                        |                                       |
| 73 | 27        | Gohans Unglück! Der große Saiyaman wird verfilmt!                                  | 悟飯の災難! グレートサイヤマンまさかの映画化!? (Gohan no Sainan! Gurēto Saiyaman Masaka no Ēgaka!?)                   | 8. Jan. 2017           | 9. Juli 2019                          |
| Ein bösartiges Alien, das Jaco vor kurzem verhaftet hat, kann diesem entkommen. Auf seiner Flucht landet es auf der Erde, wo gerade ein Großer-Saiyaman-Film gedreht wird. Als Mr. Satan, der eine Hauptrolle in dem Film hat, Son Gohan und Videl eine Tour auf dem Film-Set gibt, wird Son Gohan spontan als Stunt-Double für die Rolle des Großen Saiyamans eingestellt. Dies inspiriert ihn, auch in Wirklichkeit wieder in diese Rolle zu schlüpfen, und Verbrechen zu vereiteln. So trifft er auf das entflohene Alien, das von anderen Besitz ergreifen kann, wobei der besessene Körper um ein vielfaches stärker wird. Son Gohan besiegt das Alien, aber es kann entkommen. Inzwischen ist Jaco auf der Erde angekommen und überzeugt davon, dass der Große Saiyaman von dem Alien besessen ist, weswegen er Son Gohan angreift. |           |                                                                                    | |                        |                                       |
| 74 | 28        | Für jene, die er liebt! Der große Saiyaman lässt sich nicht unterkriegen!          | 愛するもののために! 不屈のグレートサイヤマン!! (Aisurumono no Tame ni! Fukutsu no Gurēto Saiyaman!!)                  | 15. Jan. 2017          | 10. Juli 2019                         |
| Son Gohan überzeugt Jaco, ihn nicht anzugreifen. Der berichtet ihm von dem entflohenen Alien und erklärt, dass die Personen, von denen es Besitz ergreift umso stärker werden, je mehr Dunkelheit sie in ihrem Herzen tragen. Das Alien ergreift unterdessen Besitz von Barry Kahn, dem Schauspieler der den Großen Saiyaman verkörpert. Dessen Wut und Eifersucht gegenüber Son Gohan, der ihm das Rampenlicht stiehlt, sorgen dafür, dass er sich in ein riesiges, mächtiges Monster verwandelt. Mit Mühe gelingt es Son Gohan aber letztlich, ihn zu besiegen. Aufnahmen dieses Kampfes werden dann für das fulminante Finale des Großen-Saiyaman-Filmes verwendet, der ein großer Erfolg wird. |           |                                                                                    | |                        |                                       |
| 75 | 29        | Goku und Krillin! Das Training an alter Stätte!                                    | 悟空とクリリン懐かしの修行の場へ (Gokū to Kuririn Natsukashi no Shugyō no Ba e)                                       | 22. Jan. 2017          | 11. Juli 2019                         |
| Son Goku ist frustriert, weil niemand Zeit hat, mit ihm zu trainieren. Dann kommt er aber auf die Idee, wieder mit Krillin beim Herrn der Schildkröten zu trainieren. Krillin lässt sich schnell dazu überreden, da seine Frau und seine Tochter ihn darauf hinweisen, dass er in den letzten Jahren ziemlich schwach geworden ist. Der Herr der Schildkröten gibt den beiden dann als Training den Auftrag, ihm eine sehr seltene Pflanze zu besorgen, die sein Leben verlängert und ihm Kraft gibt. Die Suche nach der Pflanze führt die beiden in eine seltsame Höhle, in der plötzlich viele ihrer alten Feinde auftauchen, darunter z. B. auch Tamburin, der damals schon Krillin getötet hatte. |           |                                                                                    | |                        |                                       |
| 76 | 30        | Besiege deine Angstgegner! Krillin findet seinen Kampfgeist wieder!                | 強敵を打ち破れ! クリリンの闘志ふたたび! (Kyōteki o Uchi Yabure! Kuririn no Tōshi Futatabi!)                           | 29. Jan. 2017          | 12. Juli 2019                         |
| Son Goku und Krillin schlagen ihre Feinde wieder und wieder zurück, aber diese erscheinen einfach wieder von neuem, und jedes Mal stärker als zuvor. Im Laufe des Kampfes werden Son Goku und Krillin getrennt. Krillin verliert seinen Mut und möchte fliehen, schafft es aber dann, seine Angst zu überwinden. Schließlich erkennen er und Son Goku, dass die Gegner durch die Energie angetrieben werden, die die beiden ausstoßen. Als sich die beiden ruhig und gelassen verhalten, verschwinden die Gegner, und an ihrer Stelle erscheint die Pflanze, die sie dem Herrn der Schildkröten bringen sollten. Krillin ist nach diesem Training entschlossen, wieder ein Kampfsportler zu werden. |           |                                                                                    | |                        |                                       |

## Universums-Turnier-Saga
| Nr. (ges.) | Nr. (St.) | Deutscher Titel                                                                                   | Originaltitel | Erstausstrahlung Japan | Deutschsprachige Erstausstrahlung (D) |
| --- | --------- | ------------------------------------------------------------------------------------------------- | --- | ---------------------- | ------------------------------------- |
| 77 | 1         | Mach schon König Zen-Oh! Das Turnier der Universen!                                               | やろうぜ全王様! 宇宙一武道会!! (Yarōze Zenō-Sama! Uchū Ichi Budōkai!!)                                                            | 5. Feb. 2017           | 15. Juli 2019                         |
| Son Goku stellt fest, dass seine Fähigkeiten im Kampf etwas eingerostet sind und will daher wieder bei Whis und Beerus trainieren. Er bittet Vegeta, ebenfalls wieder dort zu trainieren, aber der will nicht mitkommen, da Bulma mit ihrem zweiten Kind schwanger ist. Beim Training bei Beerus und Whis erinnert sich Son Goku, dass Zeno vor einiger Zeit angekündigt hat, ein Kampfsportturnier zwischen allen zwölf Universen zu veranstalten. Kurzerhand sucht Son Goku die beiden Zenos auf, und erinnert sie daran. Die lassen sich nicht lange bitten und kündigen tatsächlich ein Turnier zwischen allen Universen an, in dem jedes Universum von zehn Kämpfern repräsentiert werden soll. |           |                                                                                                   | |                        |                                       |
| 78 | 2         | Die Götter aller Universen sind schockiert! Wer beim Turnier der Kraft verliert wird ausgelöscht! | 全宇宙の神様もドン引き!? 負けたら消滅「力の大会」 (Zen Uchū no Kami-sama mo Don Biki!? Maketara Shōmetsu „Chikara no Taikai“)     | 12. Feb. 2017          | 16. Juli 2019                         |
| Als Beerus sich erkundigt, was der Gewinner des Turniers als Preis erhalten wird, wird ihm erklärt, dass es keinen Preis für den Gewinner gibt. Die unterlegenen Universen sollen jedoch allesamt ausgelöscht werden. Da der Zeno, der aus der Welt des Zukunfts-Trunks stammt, nicht weiß, was ein Kampfsport-Turnier ist, sollen für ihn vor dem eigentlichen Turnier ein paar Schaukämpfe stattfinden. Je drei Kämpfer aus dem siebten Universum sollen gegen drei Kämpfer aus dem neunten Universum Kämpfen. Neben Son Goku treten für das siebte Universum in diesen Schaukämpfen noch Son Gohan und Boo an. |           |                                                                                                   | |                        |                                       |
| 79 | 3         | Basil der Treter aus dem 9. Universum! Besiege deinen Gegner Boo!                                 | 第９宇宙蹴りのバジル VS 第７宇宙魔人ブウ!! (Dai Kyū Uchū Keri no Bajiru Bāsasu Dai Nana Uchū Majin Bū!!)                          | 19. Feb. 2017          | 17. Juli 2019                         |
| Im ersten der drei Schaukämpfe tritt Boo gegen den Kämpfer des 9. Universums, Basil, an. Boo nimmt den Kampf zunächst nicht ernst und spielt nur mit seinem Gegner, dann wird aber Mr. Satan versehentlich von einer Attacke Basils verwundet, wodurch Boo wütend wird und Basil kurzerhand mit einer starken Attacke aus dem Ring befördert. Da die Zenos aber einen Sieg durch Ring-aus langweilig finden, wird der Kampf fortgesetzt. Um mit Boo mithalten zu können nimmt Basil ein Leistungssteigerndes Mittel, das ihn um ein Vielfaches stärker werden lässt. Letztlich kann er Boo aber trotzdem nicht schlagen und bricht vor Erschöpfung zusammen. |           |                                                                                                   | |                        |                                       |
| 80 | 4         | Wecke den schlafenden Kampfgeist in dir! Gohans Kampf!                                            | 眠った闘志を呼び覚ませ! 孫悟飯の闘い!! (Nemutta Tōshi o Yobisamase! Son Gohan no Tatakai!!)                                       | 26. Feb. 2017          | 18. Juli 2019                         |
| Der zweite Schaukampf findet zwischen Son Gohan und dem Kämpfer Lavender statt. Lavender ist in der Lage, ein sehr potentes Gift abzusondern, mit dem er Son Gohan früh im Kampf erblinden lässt. Dieser muss sich im Kampf nun auf seine anderen Sinne verlassen. Letztlich kann er Lavender besiegen, bricht jedoch wegen der Vergiftung selbst bewusstlos zusammen, wodurch der Kampf unentschieden endet. Vor dem dritten Kampf erklärt Zeno einige Details des bevorstehenden Turniers: Er ist der Meinung, dass es zu viele Universen gibt, und möchte die Zahl reduzieren. In vier der zwölf Universen ist die durchschnittliche Lebensform sehr stark, weswegen diese auf jeden Fall weiterbestehen dürfen. Die anderen acht müssen im Turnier gegeneinander antreten und ums Überleben kämpfen. |           |                                                                                                   | |                        |                                       |
| 81 | 5         | Bergamo der Zerquetscher gegen Goku! Wer von ihnen verfügt über grenzenlose Kraft?                | 潰しのベルガモVS孫悟空! 青天井の強さはどっちだ!? (Tsubushi no Berugamo VS Son Gokū! Aotenjō no Tsuyosa wa Dotchi da!?)            | 5. März 2017           | 19. Juli 2019                         |
| Bergamo, der dritte Kämpfer des neunten Universums, hat die Fähigkeit, die Attacken des Gegners zu absorbieren und dieselbe Kraft auf diesen zurückzuwerfen. Son Goku besiegt ihn aber schließlich souverän, indem er den blauhaarigen Super-Saiyajin mit der Kaioken kombiniert und ihn so überlastet. Nach dem Ende des Schauturniers werden die Regeln des Hauptturniers erklärt: Es wird ein Battle Royal, in dem alle Kämpfer gleichzeitig gegeneinander antreten müssen. Wer aus dem Ring geworfen wird, scheidet aus. Fliegen ist verboten. Es dürfen keine Waffen eingesetzt und niemand getötet werden. Das Universum, das nach Ablauf der Zeit noch die meisten Kämpfer hat, gewinnt. Überraschend fordert der Kämpfer des elften Universums, Toppo, Son Goku zum Kampf heraus. Er gibt Son Goku die Schuld an dem Turnier und will ihn dafür zur Rechenschaft ziehen. |           |                                                                                                   | |                        |                                       |
| 82 | 6         | Goku wird nicht vergeben! Toppo der Kämpfer für die Gerechtigkeit!                                | 孫悟空許すまじ! 正義の戦士トッポ乱入!! (Son Gokū Yuru Sumaji! Seigi no Senji Toppo Rannyū!!)                                      | 19. März 2017          | 22. Juli 2019                         |
| Der Kampf zwischen Son Goku und Toppo verläuft sehr ausgeglichen auf einem sehr hohen Niveau und wird schließlich von Zenos Diener, dem Daishinkan abgebrochen, da er nicht will, dass sich so starke Kämpfer schon vor dem Turnier gegenseitig umbringen. Toppo lässt Son Goku allerdings noch wissen, dass es im elften Universum noch einen stärkeren Kämpfer als ihn gibt. Der Daishinkan verkündet, dass das eigentliche Turnier in 40 Stunden beginnen wird. In dieser Zeit müssen die Universen zehn Kämpfer gefunden haben, die sie im Turnier repräsentieren werden. |           |                                                                                                   | |                        |                                       |
| 83 | 7         | Stellt das Team des 7. Universums zusammen! Wer sind die zehn stärksten Kämpfer?                  | 第７宇宙代表チームを結成せよ! 最強の１０人は誰だ!? (Dainana Uchū Daihyō Chīmu o Ketsusēseyo! Saikyō no 10 Nin wa Dare da!?)       | 26. März 2017          | 23. Juli 2019                         |
| Der erste Kämpfer, neben den dreien die im Schaukampf vertreten waren, soll natürlich Vegeta sein. Der will aber nicht am Turnier teilnehmen, da er bei der Geburt seines zweiten Kindes dabei sein will, welche kurz bevorsteht. Whis löst das Problem kurzerhand, indem er das Baby mit Magie aus Bulma herausholt. Bulma gibt ihrer Tochter sogleich den Namen Bra, ohne Vegeta vorher zu fragen, der ihr lieber einen Saiyajin-Namen gegeben hätte. Als weitere Kämpfer für das Turnier wählen Son Goku und Son Gohan vorerst Piccolo, Krillin, C 18, C 17 und den Herrn der Schildkröten aus, auch wenn der Kaioshin auch noch auf anderen Planeten nach stärkeren Kämpfern suchen will. |           |                                                                                                   | |                        |                                       |
| 84 | 8         | Goku der Talentsucher! Überrede Krillin und C18                                                   | スカウトマン孫悟空クリリンと18号を誘う (Sukautoman Son Gokū Kuririn to 18 Gō o Sasō)                                              | 2. Apr. 2017           | 24. Juli 2019                         |
| Son Goku und Son Gohan wollen Krillin und C 18 für das Turnier rekrutieren. Krillin ist schnell überredet, aber C 18 hat zunächst keine Lust. Son Goku kann sie aber schließlich überreden, indem er ihr ein großes Preisgeld in Aussicht stellt. Worum es in dem Turnier wirklich geht, behalten Son Goku und Son Gohan für sich, um die anderen Kämpfer nicht unter Druck zu setzen. Son Gohan ist noch nicht vollständig überzeugt, dass Krillin stark genug für das Turnier ist und bittet ihn um einen Probekampf, den Krillin prompt gewinnt, indem er Son Gohan mit einer neuen Attacke blendet und aus dem Ring befördert. |           |                                                                                                   | |                        |                                       |
| 85 | 9         | Die Universen stellen sich auf! Ein Konflikt der Absichten!                                       | 動き出す宇宙それぞれの思惑 (Ugoki Dasu Uchū Sorezore no Omowaku)                                                                  | 9. Apr. 2017           | 25. Juli 2019                         |
| Während Son Gohan Piccolo rekrutiert, und sein Training bei ihm fortsetzt, macht sich Son Goku auf den Weg zu Dende, um ihn zu bitten, dass er ihm hilft C 17 aufzuspüren. Unterwegs kommt er an Mr. Satans Haus vorbei, wo er feststellt, dass Boo hart trainiert und jetzt in viel besserer Form ist, als zuvor. Unterdessen treffen auch die anderen Universen Vorbereitungen für das bevorstehende Turnier. |           |                                                                                                   | |                        |                                       |
| 86 | 10        | Zum ersten Mal kreuzen sie die Fäuste! Goku gegen den Cyborg C17                                  | 初めて交わる拳! 人造人間17号VS孫悟空!! (Hajimete Majiwaru Kobushi! Jinzōningen 17-Gō VS Son Gokū!!)                               | 16. Apr. 2017          | 26. Juli 2019                         |
| Son Goku hat mit Dendes Hilfe C 17 aufgespürt, welcher nun als Wildhüter auf einer einsamen Insel arbeitet. Gemeinsam schlagen die beiden Wilderer zurück, die hinter einem Minotaurus her sind, der auf der Insel lebt. Anschließend überredet Son Goku C 17, mit ihm einen Trainingskampf abzuhalten, da er wissen will, wie stark C 17 gegenwärtig ist. Erfreut stellt er fest, dass C 17 um ein Vielfaches stärker geworden ist, und sogar gegen Son Goku in seiner blauen Super-Saiyajin-Form ankommen kann. Er hat allerdings kein Interesse, an dem Turnier teilzunehmen, selbst nicht, als Son Goku ihm sagt, was auf dem Spiel steht. |           |                                                                                                   | |                        |                                       |
| 87 | 11        | Jagt die Wilderer! Goku und C17 kämpfen gemeinsam!                                                | 密猟団を狩れ! 悟空と17号の共闘!! (Mitsuryōdan o Kare! Gokū to 17 Gō no Kyōtō!!)                                                   | 23. Apr. 2017          | 29. Juli 2019                         |
| Außerirdische Wilderer erscheinen über C 17s Insel und stehlen alle Tiere dort, inklusive des Minotaurus. C 17 und Son Goku gelingt es aber, ebenfalls auf das Raumschiff der Wilderer zu gelangen und machen kurzen Prozess mit diesen. Der Anführer der Wilderer droht jedoch dann, eine Bombe in seinem Körper zu aktivieren, und das gesamte Raumschiff in die Luft zu sprengen, woraufhin C 17 sich opfern will und den Anführer der Wilderer kurzerhand in den Weltraum zerrt. Als sich herausstellt, dass der Wilderer nur geblufft hat, kann Son Goku alle auf die Erde zurückbringen. Die Wilderer werden an Jaco und die Galaktische Polizei übergeben. Von diesen Ereignissen daran erinnert, dass es sich für manche Dinge lohnt, zu kämpfen, beschließt C 17, doch am Turnier teilzunehmen. |           |                                                                                                   | |                        |                                       |
| 88 | 12        | Piccolo und Gohan - Lehrer und Schüler beim ultimativen Training!                                 | 悟飯とピッコロ師弟激突の限界修業! (Gohan to Pikkoro Shitei Gekitotsu no Genkai Shugyō!)                                           | 30. Apr. 2017          | 30. Juli 2019                         |
| Son Gohan trainiert mit Piccolo, um seine alte Stärke zurückzuerlangen. Schließlich gelingt es ihm, seine verborgenen Kräfte wieder zu erwecken, aber Piccolo kann ihn immer noch schlagen. Er erklärt Son Gohan, dass das an Son Gohans großer Schwachstelle liegt: Er wird im Kampf leicht arrogant und vernachlässigt seine Deckung. Unterdessen rekrutiert Cabba im sechsten Universum andere Saiyajin als weitere Kämpfer im Turnier. Er bittet seinen alten Lehrmeister, am Turnier teilzunehmen, aber der ist bereits im Ruhestand und fühlt sich nicht qualifiziert. Er empfiehlt Cabba jedoch, seine Schwester Caulifla zu fragen, die sogar noch stärker als er sei. |           |                                                                                                   | |                        |                                       |
| 89 | 13        | Eine rätselhafte Schönheit erscheint! Tenshinhans mysteriöses Dojo!                               | 現れた謎の美女! 天津流道場の怪!? (Arawareta Nazo no Bijo! Tenshin-Ryū Dōjō no Kai!?)                                              | 7. Mai 2017            | 31. Juli 2019                         |
| Son Goku besucht Tenshinhans Dojo, um Tenshinhan und den dort zu Besuch verweilenden Muten Roshi als seine letzten zwei Teamkameraden zu rekrutieren. Kurz nach Son Gokus Ankunft schafft es die kleine Hexe Yuri, alle von Tenshinhans Schülern unter ihre Kontrolle zu bringen, und lässt diese die ganze Stadt verwüsten. Sie will Tenshinhans Reputation zerstören, als Rache dafür, dass er sie vor Jahren alleine beim Herrn der Kraniche gelassen hat, wo sie wie er eine Schülerin war. Schließlich gelingt es ihr, auch den Herrn der Schildkröten zu kontrollieren; Tenshinhan und Son Goku stellen fest, dass der alte Mann weit stärker ist, als er vorgibt zu sein. Schließlich kann Yuris Zauber aber gebrochen werden und Tenshinhan gelingt es, sie zu besänftigen, indem er sie als Schülerin in sein Dojo aufnimmt. |           |                                                                                                   | |                        |                                       |
| 90 | 14        | Überschreite alle Grenzen! Goku gegen Gohan!                                                      | 超えるべき壁を見据えて! 悟空VS悟飯 (Koerubeki Kabe o Misuete! Gokū VS Gohan)                                                      | 14. Mai 2017           | 1. Aug. 2019                          |
| Son Gohan will testen, wie stark ihn sein Training gemacht hat, und bittet seinen Vater um einen Testkampf. Auch wenn Son Goku diesen letztlich gewinnt, wird doch deutlich, dass Son Gohan wieder zu alter Stärke zurückgefunden, und sich sogar noch gesteigert hat. Gowasu hat Schwierigkeiten, Kämpfer für das Turnier zu finden. Rumsshi, der Gott der Zerstörung des zehnten Universums, ist der Meinung, dass Gowasu die Dinge immer zu sehr überdenkt und sich nicht auf sein Gefühl verlässt. Dementsprechend sind auch die zehn Kämpfer, die er Gowasu vorschlägt, allesamt geistig eher schlichte Muskelpakete. |           |                                                                                                   | |                        |                                       |
| 91 | 15        | Welches Universum wird siegen? Die stärksten Krieger versammeln sich!                             | 勝ち残るのはどの宇宙だ!? 続々と集う最強の戦士たち!! (Kachi Nokoru no Hado no Uchū da!? Zokuzoku to Tsudō Saikyō no Senshitachi!!) | 21. Mai 2017           | 2. Aug. 2019                          |
| Wenige Stunden vor dem Start des Turniers haben viele Universen noch keine zehn Kämpfer und müssen sich mit dem Rekrutieren beeilen. So wird im Sechsten Universum beispielsweise der böse Frost ausgewählt, am Turnier teilzunehmen. Im Siebten Universum machen die Kämpfer um Son Goku unterdessen noch letzte Trainings-Einheiten, bis Mr. Satan die Nachricht überbringt, dass Boo in einen tiefen Schlaf gefallen ist, aus dem er wohl nicht so schnell wieder aufwachen wird. |           |                                                                                                   | |                        |                                       |
| 92 | 16        | Eine Krise im 7. Universum! Das Team ist nicht vollzählig!                                        | 緊急事態発生! そろわない10人のメンバー!! (Kinkyū Jitai Hassei! Sorowanai 10-nin no Membā!!)                                       | 28. Mai 2017           | 5. Aug. 2019                          |
| Im sechsten Universum bringt Cabba Caulifla bei, wie man sich in einen Super-Saiyajin verwandelt. Son Goku versucht unterdessen Boo aufzuwecken, aber der hat sich beim Training überanstrengt und muss sich jetzt erholen. Tenshinhan, C 18 und Krillin, denen Son Goku ein hohes Preisgeld in Aussicht gestellt hat, erfahren, um was es bei dem Turnier wirklich geht und haben Bedenken, ob sie wirklich teilnehmen sollten. Letztlich können sie aber überredet werden. Da Boo ausfallen wird, schlägt Son Goku einen anderen Kämpfer vor, der dessen Platz einnehmen könnte: Freezer. |           |                                                                                                   | |                        |                                       |
| 93 | 17        | Der zehnte Kämpfer bist du! Goku besucht Freezer!                                                 | 10人目の戦士はおめえだ! 悟空フリーザのもとへ!! (10-nin Me no Senshi wa Omē da! Gokū Furīza no Moto e!!)                           | 4. Juni 2017           | 6. Aug. 2019                          |
| Son Goku will Freezer von Uranai-Baba für 24 Stunden von den Toten zurückholen lassen. So muss er ihn nach dem Turnier nicht ein weiteres Mal besiegen. Er besucht Freezer in der Hölle und erklärt ihm die Situation; Der erklärt sich schließlich bereit, am Turnier teilzunehmen, will aber als Belohnung mit den Dragon Balls wiederbelebt werden, falls ihr Team das Turnier gewinnt. Im sechsten Universum versuchen Cabba und Caulifla unterdessen Cauliflas schüchterner Schülerin Kale beizubringen, sich ebenfalls in einen Super-Saiyajin zu verwandeln. Als es ihr schließlich gelingt, übertrifft das Ergebnis all ihre Erwartungen. |           |                                                                                                   | |                        |                                       |
| 94 | 18        | Die Auferstehung des bösen Imperators! Die rätselhaften Attentäter!                               | 悪の帝王復活! 出迎える謎の刺客たち!? (Aku no Teiō Fukkatsu! Demukaru Nazo no Shikakutachi!?)                                      | 11. Juni 2017          | 7. Aug. 2019                          |
| Der Gott der Zerstörung des vierten Universums, Quitela, will schon vor dem Turnier die Konkurrenz schwächen. Er erzählt dem Gott der Zerstörung des neunten Universums, Sidra, dass das Team des siebten Universums plant, zuerst auf dessen Team loszugehen. Um das zu verhindern sollte Sidra Freezer schon vor dem Turnier töten, da das siebte Universum dann einen Kämpfer zu wenig haben und daher disqualifiziert werden würde. Diesen Rat befolgt Sidra dann auch prompt und hetzt Freezer eine Gruppe Auftragsmörder auf den Hals, die ihn angreifen, als er gerade erst von Uranai-Baba zurückgeholt worden war. |           |                                                                                                   | |                        |                                       |
| 95 | 19        | Eine Tat des Grauens! Freezer verliert die Kontrolle!                                             | 最凶! 最悪! フリーザ大暴れ!! (Saikyō! Saiaku! Furīza Ooabare!!)                                                                   | 18. Juni 2017          | 8. Aug. 2019                          |
| Freezer macht kurzen Prozess mit den Auftragsmördern und metzelt sie gnadenlos nieder, als der Anführer der Bande ihn mit einem Stück Zerstörungs-Energie von Sidra attackiert. Freezer schafft es jedoch, die Attacke zu überleben, und wirft diese wiederum auf Son Goku. Der hat größere Probleme damit, nicht vollständig von ihr ausgelöscht zu werden. Während Son Goku außer Gefecht gesetzt ist, verhandelt Freezer mit den Göttern des neunten Universums darüber, auf deren Seite überzulaufen. Das Gespräch wird jedoch von Beerus und Whis unterbrochen, die gekommen sind, um Son Goku von der Zerstörungs-Energie zu befreien. |           |                                                                                                   | |                        |                                       |
| 96 | 20        | Die Zeit ist gekommen! Das Schicksal der Universen steht auf dem Spiel!                           | 時はきた! 宇宙の命運をかけ無の界へ!! (Toki wa Kita! Uchū no Meiun o Kake Mu no Kai e!!)                                           | 25. Juni 2017          | 9. Aug. 2019                          |
| Die Zeit ist gekommen: Das große Turnier zwischen acht der zwölf Universen steht kurz bevor. Alle Teilnehmer versammeln sich in der eigens dafür erbauten Arena und Taxieren einander vor dem Kampf. Schnell stellen die Kämpfer fest, dass man in dieser Arena nicht fliegen kann, es sei denn man hat bereits von Natur aus Flügel. |           |                                                                                                   | |                        |                                       |
| 97 | 21        | Der Kampf ums Überleben beginnt! Vorhang auf für das Turnier der Kraft!                           | 生き残れ! ついに開幕「力の大会」!! (Ikinokore! Tsuini Kaimaku „Chikara no Taikai“!!)                                              | 2. Juli 2017           | 12. Aug. 2019                         |
| Das Turnier beginnt. 80 Kämpfer aus insgesamt acht Universen müssen nun 48 Minuten gegeneinander kämpfen. Obwohl das Team des siebten Universums vorher besprochen hat, gemeinsam zu kämpfen, laufen Son Goku, Vegeta, C 17, C 18 und Freezer sofort los, um alleine zu kämpfen. Son Goku wird beinahe aus dem Ring gestoßen worden, weil er sich nur auf die stärksten Kämpfer Toppo und Jiren konzentriert, die schwächeren Kämpfer aber ignoriert. Am Ende der Folge verbleiben noch 47 Minuten und 78 Kämpfer. |           |                                                                                                   | |                        |                                       |
| 98 | 22        | Ach Vergänglichkeit! Ein Universum verzweifelt!                                                   | ああ無常!絶望する宇宙!! (Aa Mujō! Zetsubōsuru Uchū!!)                                                                             | 9. Juli 2017           | 13. Aug. 2019                         |
| Die Kämpfer des Neunten Universums gehen gemeinsam auf Son Goku los, der Schwierigkeiten hat, gegen Alle auf einmal zu kämpfen. Dann kommt ihm aber Vegeta zu Hilfe, und gemeinsam können sie acht Kämpfer des Neunten Universums aus dem Ring befördern. Da auch Freezer und C 18 jeweils einen Kämpfer des Neunten Universums besiegen, scheidet das Neunte Universum aus, und wird von den beiden Zenos umgehend und absolut vollständig ausgelöscht. Es verbleiben noch sieben Universen im Turnier. |           |                                                                                                   | |                        |                                       |
| 99 | 23        | Zeig sie uns! Krillins verborgene Kraft!                                                          | 見せつけろ! クリリンの底力!! (Misetsukero! Kuririn no Sokojikara!!)                                                               | 16. Juli 2017          | 14. Aug. 2019                         |
| Alle Kämpfer sind geschockt, dass die beiden Zenos tatsächlich ein Universum ausgelöscht haben, und kämpfen vorerst etwas defensiver. Vegeta sieht sich Magetta und Botamo vom Sechsten Universum gegenüber. Krillin und C 18 werfen unterdessen gemeinsam einige schwächere Gegner aus dem Turnier. Dann vernachlässigt Krillin jedoch seine Deckung für einen Moment und wird prompt von Frost aus dem Ring geworfen. Somit verbleiben dem Siebten Universum nur noch neun Kämpfer. Bis zum Ende des Turniers sind es noch 43 Minuten. |           |                                                                                                   | |                        |                                       |
| 100 | 24        | Total außer Kontrolle! Eine wilde Berserkerin erwacht!                                            | 大暴走! 目覚め荒ぶる狂戦士!! (Daibōyō! Mezame Araburu Kyōsenshi!!)                                                                | 23. Juli 2017          | 15. Aug. 2019                         |
| Neben Magetta und Botamo muss Vegeta jetzt auch noch gegen Cabba kämpfen. Son Goku kämpft unterdessen gegen Caulifla und Kale. Im Laufe des Kampfes verwandelt sich Kale in ihre ultimative Form und läuft Amok. Sie zerstört weite Teile des Ringes und wirft viele Kämpfer aus dem Turnier. Schließlich wird sie aber von Jiren, dem stärksten Kämpfer des 11. Universums, gestoppt, indem er sie bewusstlos schlägt. Son Goku nutzt sogleich die Gelegenheit, um Jiren endlich zum Kampf herauszufordern. |           |                                                                                                   | |                        |                                       |
| 101 | 25        | Die Krieger der Gerechtigkeit kommen! Der Kampf gegen die stolze Brigade!                         | 迫りくる正義の戦士! プライド・トルーパーズ!! (Semarikuru Seigi no Senshi! Puraido Torūpāzu!!)                                     | 30. Juli 2017          | 16. Aug. 2019                         |
| Bevor Son Goku gegen Jiren kämpfen kann, gehen fünf seiner „Pride Troopers“ dazwischen, um ihren Anführer zu beschützen. Es entsteht schließlich ein Kampf zwischen den Fünfen auf der einen Seite, und Son Goku, C 17, C 18, Caulifla und Kale auf der anderen Seite. Im Laufe des Kampfes schafft es Kale, ihre immense Kraft unter Kontrolle zu bringen, wodurch es ihnen gelingt, die fünf Pride Troopers aus dem Ring zu werfen. Da die Kämpfer vom sechsten und siebten Universum in diesem Kampf zusammengearbeitet haben, beschließen sie, erstmal nicht gegeneinander zu kämpfen. |           |                                                                                                   | |                        |                                       |
| 102 | 26        | Eine Explosion der Liebe! Die Kriegerhexen des 2. Universums greifen an!                          | 愛の力が大爆発!? 第２宇宙の魔女っ子戦士!! (Ai no Chikara ga Daibakuhatsu!? Dai 2 Uchū no Majokko Senshi!!)                        | 6. Aug. 2017           | 19. Aug. 2019                         |
| Die stärksten drei Kämpferinnen des zweiten Universums offenbaren ihre wirkliche Stärke und gehen nach einer Transformation in die Offensive. C 17 macht mit einer von ihnen kurzen Prozess, und wirft sie aus dem Ring – zusammen mit einer schwächeren Kämpferin des zweiten Universums. Dadurch zieht er den Zorn der Anführerin der Kämpfer des Zweiten Universums auf sich. Bis zum Ende des Turniers verbleiben noch 39 Minuten. |           |                                                                                                   | |                        |                                       |
| 103 | 27        | Gohan, zeig keine Gnade! Showdown mit dem 10. Universum!                                          | 悟飯よ非情なれ! 第10宇宙との決戦!! (Gohan yo Hijōnare! Dai 10 Uchū to no Kessen!!)                                                | 13. Aug. 2017          | 20. Aug. 2019                         |
| C 17 und Son Goku bekämpfen die stärksten beiden verbliebenen Kämpferinnen des Zweiten Universums. Sie besiegen die beiden, aber bevor sie sie aus dem Ring werfen können, werden die Kämpferinnen von einem Teamkollegen gerettet, der sich wie Son Goku teleportieren kann. Unterdessen wirft Son Gohan Botamo aus dem Ring. Anschließend treffen er und Piccolo auf die letzten beiden Kämpfer des Zehnten Universums. Ihnen gelingt es, diese zu besiegen, woraufhin das Zehnte Universum von den beiden Zenos vernichtet wird. Bis zum Ende des Turniers verbleiben noch 37 Minuten. |           |                                                                                                   | |                        |                                       |
| 104 | 28        | Ein Kampf in Überlichtgeschwindigkeit! Goku und Hit an gemeinsamer Front!                         | 超絶光速バトル勃発! 虚空とビットの共同戦線!! (Chōzetsu Kousoku Batoru Boppatsu! Gokū to Hitto no Kyōdō Sensen!!)                  | 20. Aug. 2017          | 21. Aug. 2019                         |
| Hit trifft auf Dyspo, einen der Kämpfer des Elften Universums. Dyspo ist so schnell, dass Hit trotz seiner Fähigkeit, die Zeit anzuhalten, Probleme hat, ihn zu besiegen. Als Hit schließlich doch die Oberhand gewinnt, greift ein weiterer Kämpfer des Elften Universums ein, um Dyspo zu helfen. Um den Kampf wieder fair zu machen, kommt Son Goku Hit zur Hilfe. Er wechselt während des Kampfs immer wieder zwischen seiner Super-Saiyajin-Gott-Form, welche ihm mehr Geschwindigkeit gibt, und seiner blauen Super Saiyajin Form, in der er stärker angreifen kann. Am Ende wirft Hit den einen Kämpfer des Elften Universums aus dem Ring; Dyspo gelingt es, vor Son Goku und Hit zu fliehen. Es verbleiben noch 35 Minuten bis zum Ende des Turniers. |           |                                                                                                   | |                        |                                       |
| 105 | 29        | Ein erbitterter Kampf! Muten-Roshi gibt alles!                                                    | 奮戦! 武天老師命を燃やす!! (Funsen! Muten Rōshi Inochi o Moyachi!!)                                                               | 27. Aug. 2017          | 22. Aug. 2019                         |
| Der Herr der Schildkröten kämpft in schneller Reihenfolge nacheinander gegen drei Vertreter des Vierten Universums. Sein erster Gegner ist eine junge Frau, die ihn mit aufreizendem Verhalten aus dem Konzept bringen will. Das geht jedoch nach hinten los und sie springt schließlich freiwillig aus dem Ring, um seiner perversen Natur zu entgehen. Sein zweiter Gegner ist ein Dämon, der im Kampf Illusionen erzeugt. Diesen schaltet Meister Roshi mit dem Mafuba aus. Sein dritter Gegner ist ihm körperlich weit überlegen, und er schafft es nur durch seine jahrelange Erfahrung, ihm Paroli zu bieten. Schließlich legt er all seine Kraft in ein Kamehameha um den Gegner zu besiegen; anschließend bricht er leblos zusammen. Son Goku gelingt es dann jedoch, seinen alten Meister wiederzubeleben. |           |                                                                                                   | |                        |                                       |
| 106 | 30        | Gefährliche Reflexion! Attacke des unsichtbaren Angreifers!                                       | 見極めろ! 姿なきアタッカーとの死闘!! (Mikiwamero! Sugatanaki Atakkā to no Shitō!!)                                                | 3. Sep. 2017           | 23. Aug. 2019                         |
| Einige Turnierteilnehmer werden aus dem Hinterhalt mit Energiestrahlen attackiert. Dahinter steckt ein Zweiergespann aus dem Zweiten Universum. Einer der beiden hat die Fähigkeit, Energieattacken zu absorbieren und anschließend gerichtet erneut abzufeuern. Zusammen mit Spiegeln, die er mit seinem Willen steuern kann, ist es ihm möglich die Attacken seines Partners in jede Ecke des Rings zu feuern. Während Vegeta und Son Goku den Energie-Reflektor mit physischen Attacken bekämpfen, greift Tenshinhan dessen Partner an. Tenshinhan ist zunächst überlegen, doch dann schießt sein Gegner ihm den Boden unter den Füßen weg; Tenshinhan fällt aus dem Ring und scheidet aus dem Turnier aus, immerhin gelingt es ihm jedoch, seinen Gegner mit sich zu reißen. |           |                                                                                                   | |                        |                                       |
| 107 | 31        | F will Rache! Eine überaus tückische Falle!                                                       | 復讐の「F」! しかけられた狡猾な罠!? (Fukushū no „F“! Shikakerareta Kōkatsuna Wana!?)                                              | 17. Sep. 2017          | 26. Aug. 2019                         |
| Frost will den sehr geschwächten Herrn der Schildkröten aus dem Ring werfen. Der wehrt sich, und versucht Frost mit dem Mafuba in einer Flasche zu versiegeln. Dummerweise misslingt dies. Frost ist sehr beeindruckt von dieser Attacke und lenkt den Kampf zu Vegeta und Magetta. Da Vegeta Schwierigkeiten zu haben scheint, gegen Frost und Magetta gleichzeitig zu kämpfen, versucht der Herr der Schildkröten erneut den Mafuba. Darauf hat Frost nur gewartet: Er kontert die Attacke und schafft es so, Vegeta in einer Flasche zu versiegeln. Mit letzter Kraft kann der Herr der Schildkröten jedoch die Flasche zerstören und Vegeta befreien, der daraufhin voller Wut Frost in die Flucht schlägt, und Magetta aus dem Ring wirft. Da er endgültig am Ende seiner Kräfte ist, lässt sich auch der Herr der Schildkröten aus dem Ring fallen. Somit verbleiben nur noch 33 Kämpfer im Turnier. |           |                                                                                                   | |                        |                                       |
| 108 | 32        | Freezer und Frost! In Boshaftigkeit verbunden!                                                    | フリーザとフロスト! 交わる悪意!? (Furīza to Furosuto! Majiwaru Akui!?)                                                            | 24. Sep. 2017          | 27. Aug. 2019                         |
| Son Gohan hat Schwierigkeiten im Kampf gegen einen Kämpfer des Zweiten Universums, der sich wie Son Goku teleportieren kann. Schließlich wird der Teleporter aber von Freezer aus dem Turnier geworfen. Dann stößt Frost zu den Beiden und offenbart dem erschöpften Son Gohan, dass er und Freezer einen Pakt geschlossen hätten, ihn und alle anderen Saiyajin aus dem Turnier zu werfen. Tatsächlich geht Freezer prompt auf seinen Teamkollegen Gohan los und schlägt ihn in seiner goldenen Form scheinbar bewusstlos. Frost ist beeindruckt von Freezers Macht und lässt sich von diesem Tipps geben; Tatsächlich hat Freezer Son Gohan nur zum Schein geschlagen, um Frosts Vertrauen zu gewinnen. Als dieser ihm gegenüber seine Deckung fallen lässt schlägt er ihn umgehend aus dem Turnier. |           |                                                                                                   | |                        |                                       |
| 109 | 33        | Zusammenstoß mit dem ultimativen Gegner! Zeit für die alles entscheidende Genkidama!              | 悟空に迫る最強の敵! 今こそ放て! 必殺の元気玉!! (Gokū ni Semaru Saikyō no Teki! Imakoso Hanate! Hissatsu no Genkidama!!)           | 8. Okt. 2017           | 28. Aug. 2019                         |
| Son Goku kämpft gegen eine Kämpferin des Zweiten Universums. Da diese aber keine ernsthafte Gegnerin für ihn ist, lässt er sie kurzerhand links liegen als der Kampf sie in die Nähe von Jiren, dem stärksten Kämpfer des Elften Universums, führt, um mit diesem zu kämpfen. Selbst in seiner blauen Form in Kombination mit einer zwanzigfachen Kaioken kann er jedoch gegen Jiren absolut nichts ausrichten. Schließlich versucht es Son Goku mit einer Genkidama. Jiren lässt ihn gewähren, um so allen anderen Kämpfern zu zeigen wie stark er ist, um ihren Kampfeswillen zu brechen. Als Son Goku schließlich so weit ist, blockt Jiren die Genkidama und wirft sie einfach auf Son Goku zurück. |           |                                                                                                   | |                        |                                       |
| 110 | 34        | Goku lässt die Götter bangen! Der neue Instinkt des Auferwachten!                                 | 孫悟空覚醒! 目覚めし者の新たなる極意! (Son Gokū Kakusei! Mezameshi Mono no Aratanaru Gokui!!)                                     | 8. Okt. 2017           | 29. Aug. 2019                         |
| Son Goku wird von seiner eigenen Genkidama getroffen und von ihr umhüllt. Als die Attacke sich auflöst ist Son Goku verschwunden; alle gehen davon aus, er wäre getötet worden. Dann taucht Son Goku aber wieder auf – in einer neuen Form, von der selbst die Götter unter den Zuschauern beeindruckt sind. Scheinbar hat er die Energie der Genkidama absorbiert und so seine Grenzen durchbrechen können. In seiner neuen Form kann er mit Jiren mithalten, allerdings geht ihm bald die Kraft aus und er kehrt in seine Grundform zurück. Bevor Jiren Son Goku endgültig besiegen kann, tritt aber sofort Hit in Aktion und greift Jiren an, in der Hoffnung dieser wäre abgelenkt und geschwächt. |           |                                                                                                   | |                        |                                       |
| 111 | 35        | Kampf in einer anderen Dimension! Mit Hit gegen Jiren!                                            | 異次元の極致バトル! ヒットVSジレン!! (Ijigen no Kyokuchi Batoru! Hitto VS Jiren!!)                                                | 15. Okt. 2017          | 30. Aug. 2019                         |
| Freezer gibt dem stark angeschlagenen Son Goku etwas von seiner Energie, damit dieser wieder in Form kommt. Hit hat große Schwierigkeiten, gegen Jiren zu bestehen; dieser ist in der Lage, Hits Attacken vorherzusehen, selbst wenn er mit seiner Fähigkeit die Zeit anhält oder kurzzeitig in eine andere Dimension wechselt. Schließlich gelingt es Hit, Jiren in einer Zeitblase gefangen zu halten, aber selbst aus der kann sich Jiren nach kurzer Zeit wieder befreien. Anschließend besiegt er Hit endgültig und wirft ihn aus dem Turnier. Da nun keine für ihn würdigen Gegner mehr im Turnier sind, überlässt er den Rest seinen Kameraden und beginnt zu meditieren. Die Hälfte des Turniers ist nun vorbei, es verbleiben 24 Minuten. |           |                                                                                                   | |                        |                                       |
| 112 | 36        | Der Schwur des Saiyajin! Vegetas Entschluss!                                                      | サイヤ人の誓い! ベジータの覚悟!! (Saiyajin no Chikai! Bejīta no Kakugo!!)                                                         | 22. Okt. 2017          | 2. Sep. 2019                          |
| Cabba wird von einer Kämpferin des Vierten Universums geschlagen, und beinahe aus dem Ring geworfen. Im letzten Moment fängt ihn Vegeta aber auf. Er hält Cabba eine Standpauke, verspricht ihm aber auch, ihn und die anderen Saiyajin aus dem Sechsten Universum mit den Super Dragonballs wiederzubeleben, wenn er das Turnier gewinnt. Ermutigt stellt sich Cabba erneut der Gegnerin die ihn geschlagen hat und kann sie aus dem Ring werfen, indem er ein zweifacher Super-Saiyajin wird. Kurz darauf wird er aber gnadenlos von Freezer aus dem Turnier entfernt. Unterdessen kämpfen Son Gohan und Piccolo gegen zwei Namekianer aus dem Sechsten Universum, und Vegeta sieht sich Toppo gegenüber. Caulifla wiederum stellt sich Son Goku in den Weg, in der Hoffnung, beim Kampf gegen ihn stärker zu werden. |           |                                                                                                   | |                        |                                       |
| 113 | 37        | Wer wird siegen? Die Schlacht der Saiyajin!                                                       | 嬉々として! 戦闘狂サイヤ人バトル再び!! (Kikitoshite! Sentōkyō Saiyajin Batoru Futatabi!!)                                         | 29. Okt. 2017          | 3. Sep. 2019                          |
| Son Goku ist immer noch erschöpft von seinem Kampf gegen Jiren und kann daher gegen Caulifla nicht seine ganze Kraft einsetzen. Nachdem er in seiner Grundform einige Zeit gegen sie als zweifachen Super-Saiyajin ausgehalten hat, wird er aber schließlich auch ein zweifacher Super-Saiyajin. Caulifla schafft es, während des Kampfs ihre Kraft rapide zu steigern, und als dann auch noch Kale in den Kampf eingreift, sieht sich Son Goku gezwungen, kurzzeitig sogar zu einem dreifachen Super-Saiyajin zu werden. Aus dem Wunsch heraus, mit dieser Stärke gleichziehen zu können, setzt Kale erneut ihre volle Kraft frei, in der sie zuvor die Kontrolle verloren und weite Teile des Rings zerstört hat. Bis zum Ende des Turniers sind es noch 22 Minuten. |           |                                                                                                   | |                        |                                       |
| 114 | 38        | Ein haarsträubender Kampf! Die Geburt einer neuen Super-Kriegerin!                                | 鬼気せまる! 新たな超戦士の爆誕!! (Kikisemaru! Aratana Chōsenshi no Bakutan!!)                                                     | 5. Nov. 2017           | 4. Sep. 2019                          |
| Kale bekommt ihre immense Kraft unter Kontrolle und verwandelt sich in eine neue Form. Um im Kampf gegen die Beiden mithalten zu können, sieht sich Son Goku schließlich gezwungen, sich in einen Super-Saiyajin-Gott zu verwandeln. In dieser Form können die beiden Frauen ihm nichts entgegensetzen und werden von ihm besiegt. Bevor Son Goku sie jedoch aus dem Ring werfen kann, benutzen die Beiden Potara-Ohrringe, um sich zu fusionieren: Es entsteht die neue Kriegerin Kefla, die Son Goku um ein Vielfaches überlegen ist. Unterdessen kämpft Vegeta gegen Toppo. Es verbleiben noch 21 Minuten bis zum Ende des Turniers. |           |                                                                                                   | |                        |                                       |
| 115 | 39        | Goku gegen Kefla! Der Super Saiyajin Blue verliert?                                               | 悟空VSケフラ!超サイヤ人ブルー敗れる!? (Gokū VS Kefura! Sūpā Saiyajin Brū Yabureru!?)                                              | 12. Nov. 2017          | 5. Sep. 2019                          |
| Die beiden Zenos finden Fusion cool, und erlauben daher die Verwendung von Potara-Ohrringen. Die meisten Universen entscheiden sich aber dagegen, da man so riskiert, zwei Kämpfer auf einmal zu verlieren. Nur das Zweite Universum will es versuchen, zerbricht aber dann versehentlich seine Potara-Ohrringe. Son Goku hat große Schwierigkeiten gegen Kefla und muss schließlich sogar seine blauhaarige Form mit der Kaioken kombinieren, um gegen Kefla in ihrer Super-Saiyajin Form bestehen zu können. Dann bricht er aber erschöpft zusammen und kehrt in seine Grundform zurück. Bevor Kefla ihn aber aus dem Ring befördern kann, rafft er sich nochmal auf und erreicht seinen Ultra-Instinkt-Zustand, in dem er auch schon kurzzeitig mit Jiren mithalten konnte. |           |                                                                                                   | |                        |                                       |
| 116 | 40        | Das Zeichen der Wende! Die Riesenexplosion des Ultra-Instinkt!                                    | 逆転の兆し! 身勝手の極意が大爆発!! (Gyakuten no Kizashi! Migatte no Gokui ga Daibakuhatsu!!)                                      | 19. Nov. 2017          | 6. Sep. 2019                          |
| In seinem Ultra-Instinkt-Zustand reagiert Son Gokus Körper automatisch, ohne dass er vorher nachdenken muss, wodurch er extrem schnell reagieren kann. Allerdings hat er diese Form noch nicht vollständig gemeistert: Sein Körper weicht zwar allen Attacken Keflas automatisch aus, aber über seine eigenen Angriffe muss er dann doch kurz nachdenken, wodurch diese weniger effektiv sind. Schließlich bereitet er eine Kamehameha vor, während er per Ultra-Instinkt allen Attacken Keflas ausweicht und immer näher an sie herankommt. Mit dieser Kamehameha schafft er es dann, Kefla aus dem Ring zu befördern, wodurch das Team des Sechsten Universums nur noch aus zwei Kämpfern besteht. Bis zum Ende des Turniers verbleiben noch 17 Minuten. |           |                                                                                                   | |                        |                                       |
| 117 | 41        | Entscheidungsschlacht der Liebe! Die Cyborgs gegen das 2. Universum!                              | 愛の大決戦! 人造人間VS第２宇宙!! (Ai no Daikessen! Jinzōningen VS Dai ni Uchū!!)                                                  | 26. Nov. 2017          | 9. Sep. 2019                          |
| Vegeta versucht, ebenfalls den Ultra-Instinkt-Zustand zu erreichen, allerdings ohne Erfolg. Son Goku ist von seinen Kämpfen gegen Jiren und Kefla stark ausgezehrt; die Kämpfer des Zweiten Universums wollen das ausnutzen, und greifen ihn mit vereinten Kräften an. C 17 und C 18 eilen an Son Gokus Seite, um ihn zu verteidigen. Auch Son Gohan und Piccolo wollen helfen, werden aber von den zwei Namekianern aus dem Sechsten Universum aufgehalten. Gemeinsam schaffen C 17 und C 18 es, zwei der Kämpfer des Zweiten Universums aus dem Ring zu befördern, wodurch dem Zweiten Universum nur noch drei Kämpfer bleiben. Bis zum Ende des Turniers sind es noch 15 Minuten. |           |                                                                                                   | |                        |                                       |
| 118 | 42        | Die Tragödie beschleunigt sich! Universen verschwinden!                                           | 加速する悲劇消えゆく宇宙... (Kasokusuru Higeki Kieyuku Uchū...)                                                                   | 3. Dez. 2017           | 10. Sep. 2019                         |
| Die verbliebenen drei Kämpfer des Zweiten Universums geben im Kampf gegen Son Goku, C 17 und C 18 nochmal alles und schaffen es schließlich, die drei in einem Schwarzen Loch zu fangen. Unterdessen haben Son Gohan und Piccolo einen harten Kampf gegen die letzten beiden Kämpfer des Sechsten Universums, die beiden Namekianer Saonel und Pilina, welche jeweils aus Fusionen unzähliger Namekianer entstanden sind. Am Ende gelingt es Son Goku, sich und seine beiden Kameraden mit einer mächtigen Kamehameha aus dem Schwarzen Loch zu befreien und die verbliebenen Kämpfer des Zweiten Universums aus dem Ring zu werfen. Auch Son Gohan kann seine beiden Gegner mit einer Kamehameha aus dem Turnier eliminieren. Ohne verbliebene Kämpfer im Ring werden das Zweite und das Sechste Universum von den Zenos umgehend restlos ausgelöscht. Somit bleiben nur noch das Dritte, Vierte, Siebte und Elfte Universum übrig. |           |                                                                                                   | |                        |                                       |
| 119 | 43        | Ausweichen unmöglich! Die unsichtbaren Gegner greifen an!                                         | 回避不能!? ステルス攻撃の猛威!! (Kaihi funō!? Suterusu kōgeki no mōi!!)                                                           | 10. Dez. 2017          | 11. Sep. 2019                         |
| Das Vierte Universum versucht eine letzte Angriffswelle, mit Kämpfern die besondere Fähigkeiten haben. Der erste ist unsichtbar, kann jedoch aus dem Ring geworfen werden, nachdem Son Gohan ihn mit Staub bedeckt hat. Der nächste Kämpfer versucht, seine Gegner mit Illusionen aus dem Konzept zu bringen, wird jedoch ebenfalls schnell aus dem Turnier geworfen. Der letzte Kämpfer des Vierten Universums ist ein winziger Käfer-Mann, der aufgrund seiner Größe nur schwer getroffen werden kann. Ihm gelingt es sogar, Piccolo aus dem Turnier zu werfen, bevor er schließlich selbst von C 17 aus dem Ring katapultiert wird. Da es nun keine Kämpfer mehr hat, wird auch das Vierte Universum vernichtet. In den letzten 12 Minuten des Turniers bleiben somit nur noch drei Universen übrig. |           |                                                                                                   | |                        |                                       |
| 120 | 44        | Die perfekte Überlebensstrategie! Der bedrohliche Attentäter des 3. Universums!                   | 完璧なる生存戦略! 第３宇宙脅威の刺客!! (Kanpeki na seizon senryaku! Dai san uchū kyōi no shikaku!!)                               | 17. Dez. 2017          | 12. Sep. 2019                         |
| Die verbliebenen Kämpfer des Dritten Universums treten in Aktion; vier Roboter und deren Erbauer. Während C 17 und C 18 einen der Roboter mit Leichtigkeit aus dem Turnier eliminieren, kämpft Son Gohan alleine gegen die anderen drei Roboter, um Vegeta und seinem Vater eine Verschnaufpause zu gönnen. Als sich die drei Roboter dann aber zu einem einzigen, noch stärkeren Roboter vereinigen, greifen Son Goku und Vegeta Son Gohan unter die Arme. Zu dritt gelingt es ihnen, den riesigen Roboter zurückzudrängen, aber bevor sie ihn aus dem Ring werfen können, verkündet ihr Erbauer, dass sie noch ein Ass im Ärmel hätten. |           |                                                                                                   | |                        |                                       |
| 121 | 45        | Generalangriff! Die große Vierfach-Fusion des 3. Universums!                                      | 総力戦! 究極の４体合体VS第７宇宙総攻撃!! (Sōryokusen! Kyūkyoku no 4 Taigattai VS Dai 7 Uchū Sōkōgeki!!)                           | 24. Dez. 2017          | 13. Sep. 2019                         |
| Alle verbliebenen Kämpfer des Dritten Universums fusionieren zu einem riesigen übermächtigen Monster. Um es besiegen zu können, müssen alle verbliebenen Kämpfer des Siebten Universums ihre Kräfte vereinen und gemeinsam kämpfen. Dennoch wird C 18 im Kampf verletzt und schließlich aus dem Turnier eliminiert. Letztlich kann das Monster aber dann doch besiegt werden, indem C 17 dessen Energiequelle zerstört, während Son Gohan, Son Goku, Vegeta und Freezer ihn gemeinsam mit einer Energie-Attacke beschäftigen. Ohne verbliebene Kämpfer wird auch das Dritte Universum ausgelöscht. Nun sind im Turnier nur noch zwei Universen übrig: Das Siebte und das Elfte. Bis zum Ende des Turniers bleiben noch neun Minuten. |           |                                                                                                   | |                        |                                       |
| 122 | 46        | Eine Frage des Stolzes! Vegetas große Kampfansage!                                                | 己の誇りをかけて! ベジータ最強への挑戦!! (Onore no Hokori wo Kakete! Bejīta Saikyō he no Chōsen!!)                                | 7. Jan. 2018           | 16. Sep. 2019                         |
| Das Turnier geht in die finale Phase: Die drei verbliebenen Kämpfer des Elften Universums stellen sich den fünf verbliebenen Kämpfern des Siebten Universums. Freezer sieht sich Dyspo gegenüber, hat jedoch Schwierigkeiten, mit dessen Schnelligkeit mitzuhalten. C 17 und Son Gohan bekämpfen gemeinsam Toppo, können jedoch kaum etwas gegen ihn ausrichten. Son Goku und Vegeta wiederum tun sich im Kampf gegen Jiren zusammen. Zunächst haben sie keine Chance gegen ihn, aber dann gelingt es Vegeta, Jirens Attacken zu durchschauen und ihnen auszuweichen. Er kann Jirens Verteidigung durchbrechen und ihn zurückdrängen. Schließlich hat Jiren dann aber genug von Vegeta, und schlägt ihn zu Boden. |           |                                                                                                   | |                        |                                       |
| 123 | 47        | Die volle Kraft von Körper und Geist! Goku und Vegeta!                                            | 全身全霊全力解放！悟空とベジータ!! (Zenshin Zenrei Zenryoku Kaihō! Gokū to Bejīta!!)                                              | 14. Jan. 2018          | 17. Sep. 2019                         |
| C 17 und Son Gohan kommen nahe daran, Toppo aus dem Ring zu stoßen. Auch Freezer gewinnt gegen Dyspo die Oberhand. Während Vegeta bewusstlos am Boden liegt muss Son Goku alleine gegen Jiren kämpfen. Er versucht, Jiren abzulenken und ihm dann mit einem Energiediskus den Boden unter den Füßen wegzuziehen. Dieser Ansatz funktioniert beinahe, Jiren kann jedoch im letzten Moment wieder in den Ring springen. Jiren beschließt, nun mit all seiner Kraft zu kämpfen, und feuert unvorstellbar mächtige Attacken auf Son Goku los. Son Goku setzt alles auf eine Karte und kombiniert wieder den blauhaarigen Super Saiyajin mit der Kaioken. Auch Vegeta kann sich wieder aufraffen und setzt all seine verbliebene Energie frei, um eine neue Form zu erreichen, die sogar den blauhaarigen Super Saiyajin übertrifft. Gemeinsam beginnen die beiden Jiren zu attackieren. |           |                                                                                                   | |                        |                                       |
| 124 | 48        | Gefährliches Spiel! Gohans letztes Gefecht!                                                       | 疾風怒涛の猛襲! 悟飯背水の陣!! (Shippūdotō no Mōshū! Gohan Haisui no Jin!!)                                                       | 21. Jan. 2018          | 18. Sep. 2019                         |
| Obwohl Freezer in seiner goldenen Form klar stärker ist als Dyspo, kann er mit dessen Geschwindigkeit einfach nicht mithalten und gerät so ins Hintertreffen. Schließlich muss ihm Son Gohan zu Hilfe eilen, da er sonst aus dem Turnier eliminiert werden würde. Um Dyspos Geschwindigkeits-Vorteil auszuhebeln schließt Freezer Dyspo mit Son Gohan in einen Käfig aus sehr starken Energiestrahlen ein, in dem deren Bewegungsfreiheit sehr stark eingeschränkt ist. Dann geht ihm jedoch die Kraft aus, und der Käfig bricht zusammen. Kurzentschlossen klammert sich Son Gohan an Dyspo, und gibt Freezer so die Möglichkeit ihn zusammen mit Dyspo aus dem Ring zu werfen. In den letzten sechs Minuten des Turniers sind somit nur noch Son Goku, Vegeta, Freezer, C 17, Jiren und Toppo übrig. |           |                                                                                                   | |                        |                                       |
| 125 | 49        | In voller Erhabenheit! Toppo, der Gott der Zerstörung!                                            | 威風堂々! 破壊神トッポ降臨!! (Ifu-Dōdō! Hakaishin Toppo Kōrin!)                                                                   | 28. Jan. 2018          | 19. Sep. 2019                         |
| Freezer und C 17 schaffen es, Toppo in die Defensive zu zwingen und fügen ihm gemeinsam erheblichen Schaden zu. Verzweifelt entsagt Toppo schließlich seinem Sinn für Gerechtigkeit, und akzeptiert die ihm schon länger angedachte Rolle eines Gottes der Zerstörung. Zusammen mit der Macht die damit einhergeht. Durch seine nun übermächtigen Attacken zerbricht der Ring in mehrere Stücke; Freezer und C 17 können ihm nichts mehr entgegensetzen. Toppo zahlt Freezer seine Brutalität und Bösartigkeit heim, und geht gnadenlos auf ihn los, bis C 17 dazwischengeht. Während Freezer bewusstlos am Rande des Ringes liegen bleibt, versucht C 17 verzweifelt, irgendetwas gegen Toppo ausrichten zu können. |           |                                                                                                   | |                        |                                       |
| 126 | 50        | Gegen die Kraft eines Gottes! Vegetas todesmutiger Schlag!                                        | 神をも超えろ！ベジータ捨て身の一撃!! (Kami o mo Koero! Bejīta Sutemi no Ichigeki!!)                                               | 4. Feb. 2018           | 20. Sep. 2019                         |
| Der Kampf zwischen Son Goku, Vegeta und Jiren bewegt sich zufällig in die Nähe von Toppo, der gerade C 17 und Freezer den Rest geben will. Kurzerhand greift Vegeta in den Kampf ein, sodass nun Son Goku allein gegen Jiren kämpfen muss, während Toppo mit Vegeta beschäftigt ist. Vegeta weigert sich, gegen Toppo zurückzustecken, da dieser für den Sieg seine Prinzipien aufgegeben hat. Er setzt mehr und mehr Energie frei, wodurch es Toppo irgendwann nicht mehr gelingt, Vegetas Attacken zu zerstören. Durch eine finale, unvorstellbar starke Attacke, gelingt es Vegeta dann, Toppo aus dem Ring zu befördern. Somit bleibt dem Elften Universum in den letzten vier Minuten nur noch ein einziger Kämpfer übrig: Jiren. |           |                                                                                                   | |                        |                                       |
| 127 | 51        | Die heranrückende Wand! Alle Hoffnung liegt auf der letzten Barriere!                             | 迫りくる障壁！希望を託す最後のバリア!! (Semari-kuru Shōheki! Kibō o Takusu Saigo no Baria)                                        | 11. Feb. 2018          | 23. Sep. 2019                         |
| Son Goku, Vegeta und C 17 bekämpfen gemeinsam Jiren, ihre Attacken richten jedoch praktisch nichts aus. Als alle drei von Jiren zu Boden geschlagen wurden tritt Freezer wieder in Erscheinung, hält jedoch auch nicht sehr lange durch, bevor er ebenfalls von Jiren besiegt wird. Um seinen Teamkameraden Zeit zu erkaufen, in der sie sich etwas erholen können, rafft sich C 17 auf und kämpft alleine gegen Jiren. Als dieser dann eine übermächtige Attacke losfeuert errichtet C 17 schützende Barrieren um seine Teamkameraden und kontert Jirens Attacke, indem er sich selbst zerstört. |           |                                                                                                   | |                        |                                       |
| 128 | 52        | Bis zum bitteren Ende! Vegetas Stolz!                                                             | 気高い誇り最後まで！ベジータ散る!! (Kedakai Hokori Saigo Made! Bejīta Chiru!!)                                                    | 18. Feb. 2018          | 24. Sep. 2019                         |
| Vegeta stellt sich Jiren entgegen, ist jedoch so erschöpft, dass er sich nicht mal mehr in einen Super-Saiyajin verwandeln kann. Er kann absolut nichts gegen Jiren ausrichten und wird wieder und wieder zu Boden geschlagen. Nur sein Stolz zwingt ihn immer wieder zurück auf seine Beine. Letztlich wird er aber dann doch aus dem Ring befördert, gibt im Fall aber noch seine verbliebene Energie an Son Goku ab. Der ist dennoch kaum in besserer Verfassung als Vegeta es war, und kann Jiren entsprechend wenig entgegensetzen. Dann schafft er es jedoch erneut, seinen Ultra-Instinkt-Zustand zu erreichen, in dem er dann auf Augenhöhe gegen Jiren kämpfen kann. |           |                                                                                                   | |                        |                                       |
| 129 | 53        | Durchbreche dein Limit! Goku meistert den Ultra-Instinkt!                                         | 限界超絶突破！身勝手の極意極まる!! (Genkai Chōzetsu Toppa! Migatte no Gokui Kiwamaru!!)                                           | 4. März 2018           | 25. Sep. 2019                         |
| Der Kampf zwischen Son Goku und Jiren nimmt an Fahrt auf. Jiren ist Son Goku aber nach wie vor etwas voraus, da Son Goku immer noch nicht den offensiven Aspekt von Ultra Instinkt gemeistert hat. Schließlich wird Son Goku in eine Ecke des Rings gedrängt und kann nichts anderes tun als Jirens Attacken zu blocken, während langsam der Boden unter seinen Füßen nachgibt. In dieser verzweifelten Situation wächst Son Goku erneut über sich hinaus: Es gelingt ihm, Ultra Instinkt vollständig zu meistern. In dieser Form ist er Jiren für den Moment nun deutlich überlegen. |           |                                                                                                   | |                        |                                       |
| 130 | 54        | Ein unvergleichliches Finale! Der ultimative Überlebenskampf!                                     | 空前絶後の超決戦！究極のサバイバルバトル!! (Kūzenzetsugo no Chō Kessen! Kyūkyoku no Sabaibaru Batoru!!)                           | 18. März 2018          | 26. Sep. 2019                         |
| Son Gokus Überlegenheit Jiren gegenüber währt nicht lange, da es auch diesem gelingt, verborgene Kräfte zu mobilisieren. Und so gelingt es Jiren, Son Goku schwere Schläge zuzufügen, die ihn eigentlich besiegen sollten. Das Vertrauen seiner Freunde, und der Wille, sie zu beschützen lässt ihn aber immer wieder aufstehen, und den Kampf fortsetzen. Jiren wird zunehmend frustriert, und versucht schließlich, die Zuschauerränge mit Son Gokus Kameraden zu zerstören. Son Goku wehrt die Attacke ab und schafft es in seiner Wut schließlich, Jiren zu Boden zu schlagen. Bevor er ihn jedoch aus dem Ring werfen kann, bricht Son Goku aufgrund der Belastung, die Ultra-Instinkt auf seinen Körper hat, zusammen. Sich des Sieges schon sicher muss Jiren dann jedoch überrascht feststellen, dass Freezer und auch C 17 noch lebend im Ring verblieben sind, und sich ihm erneut entgegenstellen. |           |                                                                                                   | |                        |                                       |
| 131 | 55        | Ein wundersamer Abschluss! Auf Wiedersehen, Goku, bis zum nächsten Mal!                           | 奇跡の決着! さらば悟空! また会う日まで!! (Kiseki no ketchaku! Saraba Goku! Mataauhimade!!)                                        | 25. März 2018          | 27. Sep. 2019                         |
| Freezer und C 17 haben zunächst ein leichtes Spiel mit Jiren, der vom Kampf gegen Son Goku völlig ausgelaugt ist. Angespornt von seinen Teamkameraden kann sich Jiren aber dann doch noch einmal aufraffen und den beiden etwas entgegensetzen. Inzwischen hat sich jedoch auch Son Goku etwas erholt und kann in den Kampf eingreifen. Schließlich klammern sich Son Goku und Freezer an Jiren und springen mit vereinter Kraft aus dem Ring, wodurch alle drei aus dem Turnier ausscheiden. Somit ist C 17 der letzte verbliebene Kämpfer, und das Siebte Universum der Sieger des Turniers; Das Elfte Universum wird sofort ausgelöscht. Als Belohnung erhält C 17 einen Wunsch mit den Super-Dragonballs, den er prompt benutzt um alle ausgelöschten Universen wiederherzustellen. Dies war von den Zenos von Anfang an so geplant gewesen. Hätte der Sieger einen egoistischen Wunsch ausgesprochen, hätten sie auch die verbliebenen Universen einfach vernichtet. Als Belohnung für seine gute Arbeit wird Freezer von Whis wieder permanent lebendig gemacht; Die restlichen Kämpfer des Siebten Universums kehren zurück zur Erde, und freuen sich dort schon auf ihr nächstes Abenteuer. |           |                                                                                                   | |                        |                                       |